# 国鉄400形蒸気機関車

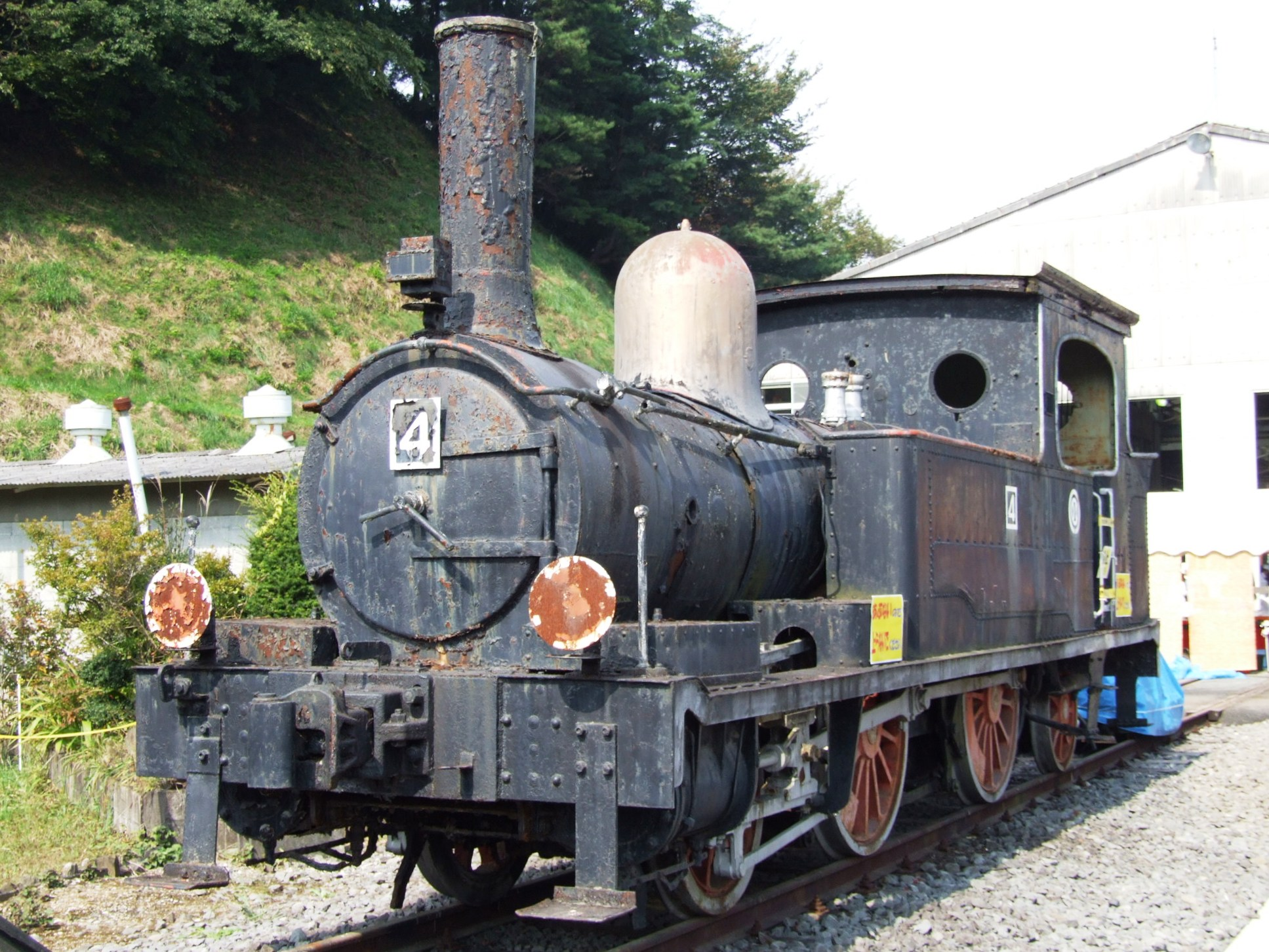
国鉄400形蒸気機関車
（西武鉄道2代目4号蒸気機関車）
（2008年10月、横瀬車両基地）

国鉄400形蒸気機関車（こくてつ400がたじょうききかんしゃ）は、日本国有鉄道（国鉄）の前身である内閣鉄道局がイギリスから輸入したタンク式蒸気機関車である。
本項においては、400形のほか、500形・600形・700形（鉄道作業局A8形）、私鉄向けに製造され国有化により国鉄に編入された280形、450形、480形、490形、800形、850形、870形および同系の私鉄機、ならびに本系列の変型である100形、220形について合わせて記述する。類似設計の230形（鉄道作業局A10形）と860形（鉄道作業局A9形）は別項で記述する。

## 概要
1B1（日本国鉄式）もしくは2-4-2（ホワイト式）の車軸配置を持つ中型の機関車である。大きさや性能が手ごろで使いやすかったことから、官設鉄道では国産も含めて複数メーカーから改良型を多く導入した。私設鉄道においても同系車が導入され、国鉄から私鉄等へ譲渡された機体も多い。
本項で記述する各形式および別項で記述する230形、860形の概要は以下のとおり。
| 400形系蒸気機関車一覧 | 400形系蒸気機関車一覧 | 400形系蒸気機関車一覧 | 400形系蒸気機関車一覧 | 400形系蒸気機関車一覧              | 400形系蒸気機関車一覧 | 400形系蒸気機関車一覧 | 400形系蒸気機関車一覧 | 400形系蒸気機関車一覧 | 400形系蒸気機関車一覧 | 400形系蒸気機関車一覧 | 400形系蒸気機関車一覧  |
| 鉄道省 形式           | 鉄道作業局 形式       | 製造初年              | 両数                  | 製造所                             | 車軸配置              | 全軸距 （mm）         | シリンダ径（mm）      | 動輪径 （mm）         | 全伝熱面積 （m2）     | 火格子面積 （m2）     | 備考                   |
| --------------------- | --------------------- | --------------------- | --------------------- | ---------------------------------- | --------------------- | --------------------- | --------------------- | --------------------- | --------------------- | --------------------- | ---------------------- |
| 400                   | -                     | 1886年                | 4                     | ナスミス・ウィルソン               | 1B1                   | 5944                  | 343                   | 1321                  | 60.0                  | 0.98                  |                        |
| 500                   | A8                    | 1888年                | 61                    | ダブス                             | 1B1                   | 5944                  | 356                   | 1321                  | 67.1                  | 1.08                  |                        |
| 600                   | A8                    | 1887年                | 78                    | ナスミス・ウィルソン               | 1B1                   | 5944                  | 356                   | 1321                  | 67.3                  | 1.11                  |                        |
| 700                   | A8                    | 1888年                | 18                    | バルカン・ファウンドリー           | 1B1                   | 5944                  | 356                   | 1321                  | 67.3                  | 1.07                  |                        |
| 280                   | -                     | 1923年                | 2                     | 日本車輌製造                       | 1B1                   | 5944                  | 343                   | 1321                  | 67.3                  | 1.11                  | ワルシャート式弁装置   |
| 450                   | -                     | 1897年                | 4                     | ブルックス・ロコモティブ・ワークス | 1B1                   | 5944                  | 356                   | 1321                  | 67.3                  | 1.11                  | スチーブンソン式弁装置 |
| 480                   | -                     | 1904年                | 2                     | クラウス                           | 1B1                   | 5944                  | 356                   | 1321                  | 71.0                  | 1.11                  |                        |
| 490                   | -                     | 1898年                | 1                     | ナスミス・ウィルソン               | 1B1                   | 5944                  | 343                   | 1321                  | 60.0                  | 0.98                  |                        |
| 800                   | -                     | 1903年                | 2                     | 汽車製造                           | 1B1                   | 5944                  | 356                   | 1321                  | 67.1                  | 1.11                  |                        |
| 810                   | -                     | 1904年                | 1                     | 汽車製造                           | 1B1                   | 5944                  | 356                   | 1245                  | 67.2                  | 1.12                  |                        |
| 850                   | -                     | 1896年                | 1                     | 山陽鉄道兵庫工場                   | 1B1                   | 5944                  | 356                   | 1321                  | 58.8                  | 1.06                  |                        |
| 870                   | -                     | 1897年                | 4                     | ナスミス・ウィルソン               | 1B1                   | 5944                  | 368                   | 1372                  | 74.3                  | 1.21                  | ベルペイヤ式火室       |
| 100                   | -                     | 1896年                | 1                     | ナスミス・ウィルソン               | 1B                    | 3810                  | 305                   | 1219                  | 60.0                  | 0.93                  |                        |
| 220                   | -                     | 1891年                | 2                     | ダブス                             | 1B1                   | 4827                  | 330                   | 1219                  | 46.5                  | 0.77                  | ワルシャート式弁装置   |
| 860                   | A9                    | 1893年                | 1                     | 逓信省鉄道庁神戸工場               | 1B1                   | 5944                  | 381/572               | 1346                  | 71.5                  | 1.15                  | 複式機関車             |
| 230                   | A10                   | 1902年                | 41                    | 汽車製造                           | 1B1                   | 5944                  | 356                   | 1245                  | 67.2                  | 1.11                  |                        |
| 1. 2. 3. 4. 5. 6.     |                       |                       |                       |                                    |                       |                       |                       |                       |                       |                       |                        |

なお、これらの機関車の導入時点以降の官設鉄道・国有鉄道の所管省の推移は以下の通り。
- 内閣（1885年12月以降）→内務省（1892年7月以降）→逓信省（1892年7月以降）→内閣（1908年12月以降）→鉄道省（1920年6月以降）→運輸通信省（1943年11月以降）→運輸省（1945年5月以降）→日本国有鉄道（1949年6月以降）

また、官設鉄道・国有鉄道の建設・運営を担当した組織部門の推移は以下の通り
- 鉄道局（1877年1月以降）→鉄道庁（1890年9月以降）→鉄道局（1893年11月以降）→鉄道作業局（1897年8月以降）→帝国鉄道庁（1907年4月以降）→鉄道院（1908年12月以降）→鉄道省（1920年6月以降）鉄道総局（1943年11月以降）→日本国有鉄道（1949年6月以降）

## 400形

### 概要（400形）
400形は、鉄道輸送量の増大によって従来使用されてきた車軸配置1Bのタンク式機関車の牽引力不足が目立ってきたことから、より大型の機関車として1886年にイギリスのナスミス・ウィルソンに発注されたものである。本形式以前の1882年に車軸配置2Bのタンク機関車である官設鉄道27, 29号機（後の5490形）がベイヤー・ピーコックから輸入されたが成績が良くなく、また、先輪のない車軸配置B1のテンダ機関車であるA, B号機（後の5000形）の第1動輪の摩耗が激しかったことから、1B1の車軸配置が採用されたと考えられている。
1B1の車軸配置は機関車の前後端の動揺が大きくなるため、先輪と従輪には復原力の大きいラジアル軸箱を採用したとされている。ラジアル軸箱はロンドン北西鉄道の機械主任技師であったF・W・ウェッブ (F. W. Webb) が1882年に考案したもので、円弧状の軸箱ガイドの内部に軸箱を摺動させることによって車輪を横動させて曲線通過を容易にする構造で、左右の車輪間の車軸下部に復元用のコイルバネを設置している。なお、本形式では25mmの横動が与えられていた。
また、弁装置は当時の主流であったスチーブンソン式ではなく、機構が簡便で動作も正確なジョイ式が採用されている。
シリンダは、先輪の後部、動輪の前部に配され、主連棒は第1動輪に接続される。運転室は、比較的大型のものが備えられ、側水槽、背部炭庫・水槽と一体の意匠となっている。砂箱は側水槽前部の歩み板上に設置されており、そこから弁装置とシリンダ上部の弁室までを覆うカバーが設けられている。

### 主要諸元（400形）
- 全長 : 9188mm
- 全高 : 3607mm
- 軌間 : 1067mm
- 車軸配置 : 1B1
- 動輪直径 : 1321mm (4ft4in)
- 弁装置 : ジョイ式基本形
- シリンダー（直径×行程） : 343mm×508mm
- ボイラー圧力 : 9.1kg/cm2
- 火格子面積 : 1.02m2
- 全伝熱面積 : 60.0m2
  - 煙管蒸発伝熱面積 : 54.4m2
  - 火室蒸発伝熱面積 : 5.6m2
- 機関車運転整備重量 : 31.65t
- 機関車動輪上重量（運転整備時） : 17.48t
- 機関車動輪軸重（第2動輪上） : 8.48t
- 水タンク容量 : 3.86m3
- 燃料積載量 : 1.14t
- 機関車性能
  - シリンダ引張力（0.85P）: 3500kg
- ブレーキ装置 : 手ブレーキ、蒸気ブレーキ

### 経歴（400形）

#### 官設鉄道（日本鉄道、房総鉄道）
本形式はナスミス・ウィルソンで4両（製造番号300 - 303）が製造され、1887年1月に鉄道局に納入され69, 71, 73, 75号機となり、フランシス・ヘンリー・トレビシックが1897年にイギリスの雑誌”The Engineer"に寄稿した記事「Thirty Types of Locomotive Engines, Imperial Railways, Japan」中で使用したA - Z, AB - ADの区分においてはJクラスに分類されていた。
69 - 75（奇数）号機は、4両とも当時運行および車両修繕を受託していたであった日本鉄道に貸し出され、1892年3月の鉄道作業局から日本鉄道への全面業務移管に伴いW2/4形18 - 21号機となった。
その後1899年に房総鉄道に譲渡され、19, 21, 18号機が1形1II, 3III, 4II号機、20号機が4形6II号機となった。
1906年に公布された鉄道国有法による私設鉄道の国有化施策による1907年7月の房総鉄道の国有化に伴い本形式も国有化され、これに伴う1909年8月23日付「機関車番号及称号改正ノ件」（通達第693号）による同年10月1日の形式称号改正により、車両形式称号規程に基づいて400形となり、房総鉄道の番号順に400 - 403号機となった。

### 譲渡（400形）

#### 川越鉄道（403号機）

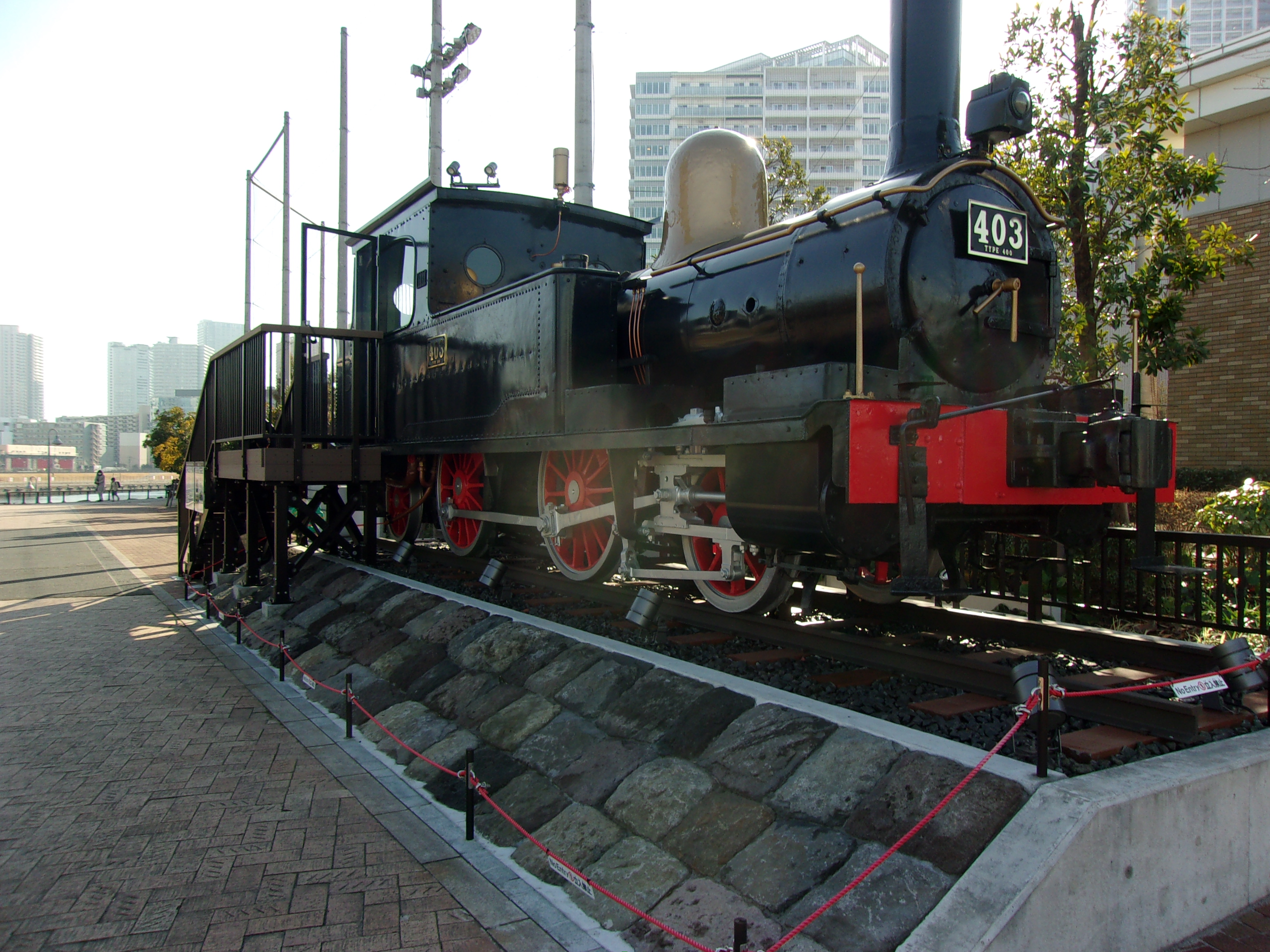
芝浦工業大学附属中学高等学校に整備された403号蒸気機関車と高輪築堤

1914年に403号機が川越鉄道（現・西武鉄道国分寺線および西武新宿線の一部）に譲渡され、しばらくそのままの番号で使用された後、5形5号機となって自社発注の同形車（K2形3 - 4号機）とともに使用されたが、1944年に4形4IIに改められ、多摩線（現・西武多摩川線）で1957年9月まで使用された。1961年12月に上武鉄道に貸し出された後、1965年4月に返却され、同年10月1日付で廃車となって当初はユネスコ村で、1993年以降は西武鉄道横瀬車両基地で静態保存されていた。
2022年4月、鉄道省設立の東京鐵道中学を前身とする芝浦工業大学附属中学高等学校（東京都江東区豊洲6丁目）の創立100周年記念事業の一環として寄贈されることが決まり、西武建設の協力のもと横瀬車両基地で復元され、11月12日に除幕式が行われた。港区教育委員会とJR東日本から寄贈された高輪築堤の築石の上に設置され、博物館明治村で動態保存されている9号機関車より録音した走行音と汽笛音を定時に鳴らすなど、明治期の様子を再現している。

#### 東上鉄道（400 - 402号機）
1914年に400 - 402号機が東上鉄道（現・東武鉄道東上本線）に譲渡されてA1形1 - 3号機となり、1920年7月の東武鉄道との合併に伴いC3形41 - 43号機となり、さらに1924年に鉄道院から譲り受けたB5形41 - 50号機（元6200形）を導入した時点で51 - 53号機に改番された。その後、51, 53号機は1938-39年に日本製鐵に譲渡され、52号機は1941年に三井鉱山三池港務所に譲渡されて21号機となり、1951年には三井鉱山美唄鉱業所に移って同番号で使用された。

## 500形・600形・700形

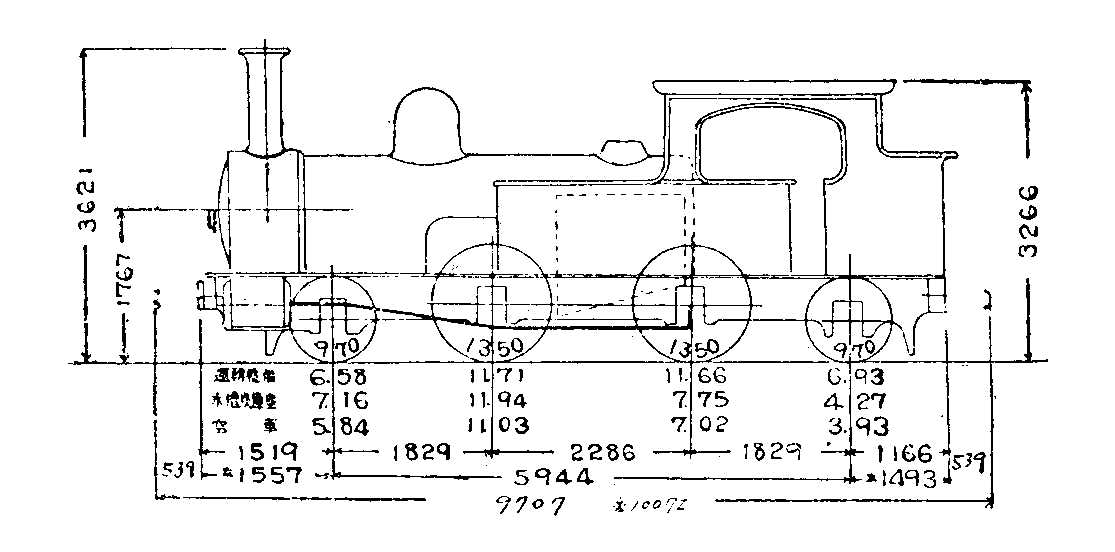
600形の形式図

### 概要（500形・600形・700形）
500形・600形・700形は、1886年に輸入された400形が期待どおりの成績を示したことを受け、1897年からその改良型として増備されたものである。400形の軸重が8.48tと当時の許容軸重11 tに対して余裕があったことから、運転整備重量とシリンダ寸法を拡大して牽引力を増強している。
これらの形式は1909年に制定された車両形式称号規程により定められたもので、鉄道作業局時代の形式を採って通称”A8系”と呼ばれており、官設鉄道が輸入したものばかりでなく、私鉄が輸入し、国有化によって官設鉄道に編入されたものも含まれる。形式の区分は、旧所属鉄道に関わりなくメーカーによって区分されており、ダブス製が500形、ナスミス・ウィルソン製が600形、バルカン・ファウンドリー製が700形となり、いずれもイギリスのメーカーである。両数は、500形が61両、600形が78両、700形が18両である。

### 主要諸元（500形・600形・700形）
（500形500 - 508の諸元を示す）
- 全長 : 9558mm
- 全高 : 3607mm
- 軌間 : 1067mm
- 車軸配置 : 2-4-2 (1B1)
- 動輪直径 : 1321mm (4ft4in)
- 弁装置 : ジョイ式基本形
- シリンダー（直径×行程） : 356mm×508mm
- ボイラー圧力 : 9.8kg/cm2
- 火格子面積 : 1.11m2
- 全伝熱面積 : 67.3m2
  - 煙管蒸発伝熱面積 : 60.8m2
  - 火室蒸発伝熱面積 : 6.5m2
- ボイラー水容量 : 2.4m3
- 小煙管（直径×長サ×数） : 45mm×2966mm×147本
- 機関車運転整備重量 : 40.06t
- 機関車空車重量 : 31.28t
- 機関車動輪上重量（運転整備時） : 28.05t
- 機関車動輪軸重（第2動輪上） : 13.24t
- 水タンク容量 : 4.5m3
- 燃料積載量 : 1.14t
- 機関車性能
  - シリンダ引張力（0.85P）: 4060kg
- ブレーキ装置 : 手ブレーキ、真空ブレーキ

### 経歴（500形・600形・700形）
官設鉄道および鉄道国有法の対象となった私設鉄道が導入し、1909年10月1日の形式称号改正によって500形・600形・700形となった機体の経歴は以下の通り。

#### 官設鉄道（日本鉄道、水戸鉄道、両毛鉄道、甲武鉄道）
官設鉄道は1887年からナスミス・ウィルソンに、翌年からはダブスにも発注している。前者は1890年までに34両、後者は1892年までに30両の計64両が導入されて109 - 191, 197 - 219（奇数）号機、82 - 100（偶数）号機となっているほか、1891年にバルカン・ファウンドリー製の2両が山陽鉄道から官設鉄道に譲渡されて193, 195号機となっており、フランシス・ヘンリー・トレビシックによる分類ではダブス製をKクラス、ナスミス・ウィルソン製をLクラス、バルカン・ファウンドリー製をMクラスとしている。官設鉄道における製造の概要は次のとおりである。
- ナスミス・ウィルソン製（計34両）
  - 1887年（7両）
    - 82, 84, 109, 111, 113, 115, 117号機 : 製造番号326 - 332

  - 1888年（9両）
    - 119, 121, 123号機 : 製造番号333 - 335
    - 137, 139, 141, 143, 86, 88号機 : 製造番号342 - 347

  - 1889年（6両）
    - 157, 159, 161, 163, 165, 167号機 : 製造番号383 - 388

  - 1890年（12両）
    - 169, 171, 173, 175, 177,  179, 181, 183, 185, 187, 189, 191号機 : 製造番号390 - 401
- ダブス製（計30両）
  - 1888年（12両）
    - 125, 127, 129, 131, 133, 135号機: 製造番号2353 - 2358
    - 90, 92, 94, 96, 98, 100号機 : 製造番号2410 - 2415

  - 1889年（6両）
    - 145, 147, 149, 151, 153, 155号機 : 製造番号2527 - 2532

  - 1892年（12両）
    - 197, 199, 201, 203, 205,  207, 209, 211, 213, 215, 217, 219号機: 製造番号2868 - 2879

奇数番号は新橋所属（48両）、偶数番号は神戸所属（16両）で、新橋所属のうちの31両（上表斜体字）は日本鉄道およびその支線格である甲武鉄道、水戸鉄道（初代）、両毛鉄道に振り向けられ、141, 143号機が甲武鉄道、131, 133, 135号機が水戸鉄道、123, 125, 127, 165, 167号機が両毛鉄道の所属となった。その後、両毛鉄道の123, 125, 127号機は官設鉄道に戻り、1892年に水戸鉄道所属の機体が、1897年に両毛鉄道所属の機体が合併により日本鉄道に移っている。
1892年の日本鉄道への全面業務移管に伴い、1894年5月に日本鉄道および両毛鉄道所属機（下表下線）および甲武鉄道所属機が改番され、日本鉄道ではダブス製はD2/4形、ナスミス・ウィルソン製はW2/4形となり、甲武鉄道ではK1形となった。
同時に官設鉄道でも、1894年5月23日付「局有機関車番号変更ノ件」（新機甲第1010号）によって6月1日に、日本鉄道への正式移管にともなって生じた欠番を埋める形で改番が行なわれた。
その後、1898年11月14日付（同日実施）「機関車種類区別ノ件」（鉄作汽甲第1724号）によって3社製造分を統合してA8形となった。1902年4月12日付「A8系機関車番号変更ノ件」（鉄汽設甲第401号）によって5月1日に再度改番が行なわれ、3社製造分を通番の850 - 884としている。番号の新旧対照は、次のとおりである。
官設鉄道
→ A8形
- 82 → 59 → 850
- 84 → 61 → 851
- 86 → 62 → 852
- 88 → 64 → 853
- 121 → 85 → 854
- 123 → 87 → 855
- 169 → 112 → 856
- 171 → 113 → 857
- 173 → 114 → 858
- 175 → 115 → 859
- 177 → 116 → 860
- 179 → 118 → 861

→ A8形
- 193 → 125 → 862
- 195 → 127 → 863

→ A8形
- 90 → 65 → 864
- 92 → 66 → 865
- 94 → 67 → 866
- 96 → 68 → 867
- 98 → 70 → 868
- 100 → 72 → 869
- 125 → 89 → 870
- 127 → 91 → 871
- 129 → 93 → 872
- 145 → 98 → 873
- 147 → 99 → 874
- 149 → 100 → 875
- 151 → 102 → 876
- 153 → 104 → 877
- 155 → 106 → 878
- 197 → 129 → 879
- 199 → 131 → 880
- 201 → 133 → 881
- 203 → 134 → 882
- 205 → 135 → 883
- 207 → 136 → 884

日本鉄道・両毛鉄道
W2/4形
- 109 → 31
- 111 → 32
- 113 → 33
- 115 → 34
- 117 → 35
- 119 → 36
- 137 → 40
- 139 → 41
- 157 → 42
- 159 → 43
- 161 → 44
- 163 → 45
- 165 → 46
- 167 → 47
- 181 → 48
- 183 → 49
- 185 → 50
- 187 → 51
- 189 → 52
- 191 → 53

D2/4形
- 131 → 37
- 133 → 38
- 135 → 39
- 209 → 66
- 211 → 67
- 213 → 68
- 215 → 69
- 217 → 70
- 219 → 71

甲武鉄道
K1形
- 141 → 1
- 143 → 2

#### 山陽鉄道
山陽鉄道においては、バルカン・ファウンドリーへ1887年に6両（製造番号1218 - 1223）、1888年に2両（製造番号1238, 1239）、1890年に4両（製造番号1298 - 1301）、ダブスへ1892年に2両（製造番号3018, 3019）の合計14両が発注されている。このうち1888年製の2両（製造番号1238, 1239）は山陽鉄道側に該当する車両がなく、注文がキャンセルされたか、海難事故等の理由により日本に到着しなかったと推測されている。
1891年、不景気によって山陽鉄道の経営が苦しくなり、保有する蒸気機関車の半数近くを売却することとなった。これらは、社長の中上川彦次郎が近い将来の神戸 - 尾道間開業に備えて購入したものであったが、その尾道延長が困難になった当時、高価な機関車を徒に保有していても仕方がないという判断であった。本形式からは、これにより官設鉄道へ2両、筑豊興業鉄道（筑豊鉄道）へ2両の計4両が譲渡された。
官設鉄道に譲渡された2両は、193, 195となったものであるが、195の製造番号が1300であることが確認されており、1890年製のうちの1両であることがわかる。筑豊鉄道へは1892年度に譲渡され、3, 4と付番されたが、後に合併により九州鉄道へ移った。
山陽鉄道に残った1887年製の6両は1形1 - 4, 6, 7号機となったが、1898年度に1, 2号機が東武鉄道および南海鉄道に譲渡された。これらの製造番号は、それぞれ1218,  1222であることが確認されており、後に鉄道院701 - 704号機となった機体は製造番号1219 - 1221,  1223であると推定できるが、これらの製造番号と番号の符合については、よくわかっていない。
1892年ダブス社製の2両は2形8, 5号機となっており、山陽鉄道のA8系は、6両在籍で1906年12月の国有化を迎えることになる。

#### 日本鉄道
日本鉄道は1892年に官設鉄道が管理していたナスミス・ウィルソン社製W2/4形18両、ダブス社製D2/4形12両を正式に自社所有とし、1897年に両毛鉄道を合併してナスミス・ウィルソン製の46 - 47号機を追加した。1899年には、Cタンク機との交換で岩越鉄道からナスミス・ウィルソン製の18II - 19II号機を譲受している。
1907年の鉄道国有法による国有化時点の保有数は、ナスミス・ウィルソン社製W2/4形が19両、ダブス社製D2/4形が12両の計34両である。

#### 甲武鉄道
甲武鉄道へは、先述した官設鉄道経由で入線した1, 2号機のほか、自社発注で4両を導入している。官設鉄道経由のものを含めて、全車がナスミス・ウィルソン社製でK1形と称された。内訳は以下のとおり。
- 1884年（2両） - 1, 2号機（製造番号344, 345。旧官設鉄道141, 143号機）
- 1894年（2両） - 4, 5号機（製造番号450, 451）
- 1896年（2両） - 8, 9号機（製造番号491, 492）

上記のほか、1902年に1両がナスミス・ウィルソンに発注されたが、こちらは傍系の川越鉄道に入り、同社の4号機となった。

#### 房総鉄道
房総鉄道は官設鉄道が発注したダブス製の1両と、ナスミス・ウィルソン製の4両を導入している。前者は2形、後者は3形となった。内訳は以下のとおり。
- 1894年（1両） - 2号機（ダブス製・製造番号3186）
- 1895年（3両） - 1, 3 - 4号機（ナスミス・ウィルソン製・製造番号467 - 469）
- 1897年（1両） - 5号機（同・製造番号507）

これら5両のうち、1897年に1, 4号機が岩越鉄道に、3号機は総武鉄道に譲渡されており、1906年の国有鉄道法に基づく買収により国有化された機体は2両であった。

#### 京都鉄道
京都鉄道はナスミス・ウィルソン製を3両、ダブス製を2両の計5両を下記の通り導入しており、それぞれ1形、2形となった。このうち、2I - 3号機は官設鉄道発注の1894年製の機体を鉄道連隊を経由して1895年に導入したもの、2II号機は尾西鉄道が発注した機体を竣工前に譲受したもので、一方で2I号機が1896年に房総鉄道に譲渡されおり、残り４両が国有鉄道法に基づく買収に伴い1906年に国有化された。
- 1895年（2両） - 2I - 3号機（ダブス製・製造番号3187, 3186）
- 1898年（1両） - 2II号機（ナスミス・ウィルソン製・製造番号528 - 530のうち1両[注釈 9]）
- 1903年（2両） - 6, 7号機（ナスミス・ウィルソン製・製造番号694, 688）

#### 大阪鉄道、関西鉄道
大阪鉄道（初代）が以下の計18両を導入している。
- 1888年（3両） - 1 - 3（ダブス社製・製造番号2416 - 2418）
- 1889年（2両） - 4 - 5（ダブス社製・製造番号2586 - 2587）
- 1894年（3両） - 8 - 10（バルカン・ファウンドリー社製・製造番号1407 - 1409）
- 1895年（3両） - 11 - 13（バルカン・ファウンドリー社製・製造番号1452 - 1454）
- 1896年（4両） - 14 - 17（バルカン・ファウンドリー社製・製造番号1485 - 1488）
- 1897年（3両） - 18 - 20（ナスミス・ウィルソン社製・製造番号516 - 518）

これらは、1900年に大阪鉄道が関西鉄道に合併されたのに伴い、同社の池月（いけづき）形に編入され、ダブス社製は（第2種）52 - 56、バルカン・ファウンドリー社製は（第3種）59 - 68、ナスミス・ウィルソン社製は（第3種）69 - 71となった。第3種に分類された13両は、側面と背部の水槽がやや大きく、全長もやや長い (10160mm) ため、大阪形と呼ばれ区別された。
関西鉄道へ直接入ったものは、全てダブス社製で、次のとおり計13両が製造され、池月形（第1種）と称された。
- 1889年（3両） - 3 - 5（製造番号2525, 2526, 2588）
- 1890年（3両） - 6 - 8（製造番号2659 - 2661）
- 1894年（3両） - 11 - 13（製造番号3157 - 3159）
- 1897年（4両） - 26 - 29（製造番号3540 - 3543）

1907年の国有化により、関西鉄道から官設鉄道に引き継がれたのは、上記の31両である。

#### 参宮鉄道
参宮鉄道はナスミス・ウィルソン製の5両を1形1 - 4, 6号機として導入し、全機が1907年の国有鉄道法に基づく買収に伴い国有化された。
- 1894年（3両） - 1 - 3号機（製造番号449, 452, 453）
- 1896年（1両） - 4号機（製造番号497）
- 1901年（1両） - 6号機（製造番号618）

なお、1903年に汽車製造製の同系機2両が1形7 - 8号機となり、国有化後に800形となっている。また、ナスミス・ウィルソン社製で車軸配置を1B（2-4-0）としたA8系列の変型車である2形5号機を1896年に導入しており、国有化後に100形100号機となっている。

#### 総武鉄道

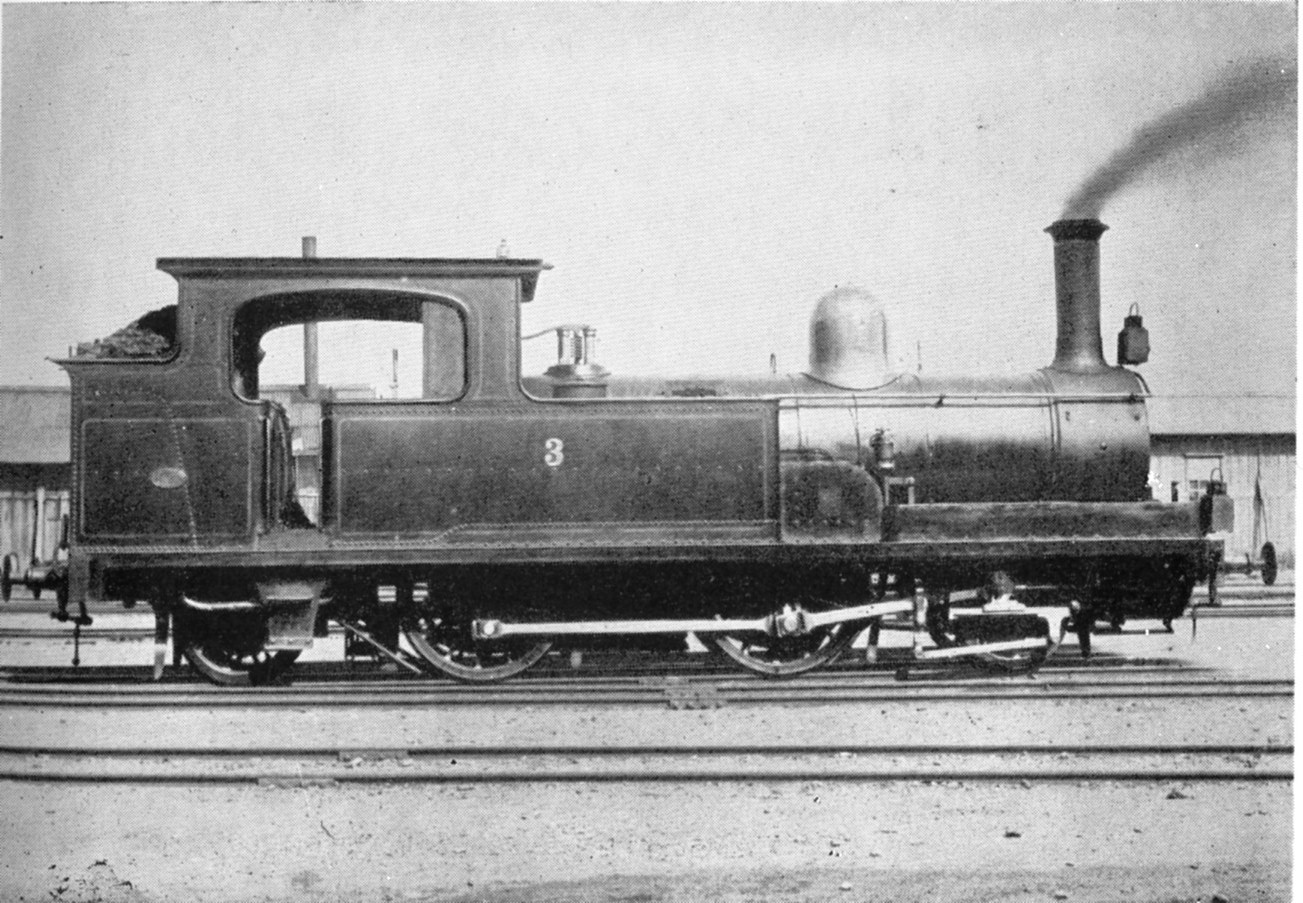
総武鉄道 3（後の鉄道院 630）

総武鉄道は以下の通りナスミス・ウィルソン製の13両を1形として導入した。
- 1893年（2両） - 1, 2号機（製造番号446, 447）
- 1894年（2両） - 3, 5号機（製造番号448, 457）
- 1896年（6両） - 6 - 11号機（製造番号472 - 477）
- 1904年（3両） - 22 - 24号機（製造番号694 - 696）

このほか、1898年に房総鉄道から1895年製の3形3号機を譲受して1形4II号機としたほか、尾西鉄道が1898年に3両発注したもの（製造番号528 - 530）のうち1両が竣工前に総武鉄道に譲渡されて1899年に総武鉄道15号機となった。
国有鉄道法に基づく1906年の総武鉄道の買収によりこれら15両が国有化された。一方で、1901年に1両（製造番号615）が発注されたが竣工前に西成鉄道に譲渡されて1II号機となり、さらにその後1903年に北海道鉄道のB2形5号機となった。

#### 北海道鉄道
総武鉄道がナスミス・ウィルソンに発注した1901年製の1両（製造番号615）が、西成鉄道を経て1903年に北海道鉄道のB2形5号機となっており、国有鉄道法に基づく1907年の北海道鉄道の買収により国有化されている。

#### 国有化による改番
1906年公布の鉄道国有法に基づき、北海道鉄道、日本鉄道、総武鉄道、房総鉄道、甲武鉄道、参宮鉄道、関西鉄道、京都鉄道、山陽鉄道、九州鉄道の同系機が買収により国有化された。しばらくは私鉄時代の形式番号のまま使用されたが、1909年10月1日の形式称号改正によりこれらの機体とA8形はメーカーごとに分類されて、ダブス製が500形、ナスミス・ウィルソン製が600形、バルカン・ファウンドリー製が700形となった。また、1908年に尾西鉄道から1両が交換により、1920年に成田鉄道（初代）から7両が買収によりそれぞれ国有鉄道の所有となり、前記の分類により各形式に編入された。新旧番号の対照は次のとおりである。
- 500形
  - 500 - 502 - 日本鉄道D2/4形 37 - 39（1888年製。旧水戸鉄道）
  - 503 - 508 - 日本鉄道D2/4形 66 - 71（1892年製）
  - 509 - 京都鉄道2形 3（1894年製）
  - 510 - 房総鉄道2形 2（1894年製）
  - 511, 512 - 山陽鉄道2形 5, 8（1892年製）
  - 513, 514 - 関西鉄道「池月」第1種 3, 4（1889年製）
  - 515 - 518 - 関西鉄道「池月」第1種 5 - 8（1890年製）
  - 519 - 521 - 関西鉄道「池月」第1種 11 - 13（1894年製）
  - 522 - 525 - 関西鉄道「池月」第1種 26 - 29（1897年製）
  - 526 - 528 - 関西鉄道「池月」第2種 52 - 54（1888年製。旧大阪鉄道）
  - 529, 530 - 関西鉄道「池月」第2種 55, 56（1889年製。旧大阪鉄道）
  - 531 - 536 - 鉄道作業局A8形 864 - 869（1887年製）
  - 537 - 539 - 鉄道作業局A8形 870 - 872（1888年製）
  - 540 - 551 - 鉄道作業局A8形 873 - 884（1892年製）
  - 552 - 557 - 鉄道作業局A8形 886 - 891（1894年製）
  - 558 - 560 - 成田鉄道 5 - 7（1902年製）1920年国有化

- 600形
  - 600, 601 - 日本鉄道W2/4形 18, 19（1895年製。旧岩越鉄道）
  - 602 - 606 - 日本鉄道W2/4形 31 - 35（1897年製）
  - 607 - 609 - 日本鉄道W2/4形 36, 40, 41（1898年製）
  - 610 - 621 - 日本鉄道W2/4形 42 - 53（1890年製）
  - 622, 623 - 甲武鉄道K1形 1, 2（1884年製）
  - 624, 625 - 甲武鉄道K1形 4, 5（1894年製）
  - 626, 627 - 甲武鉄道K1形 8, 9（1896年製）
  - 628, 629 - 総武鉄道1形 1, 2（1893年製）
  - 630, 631 - 総武鉄道1形 3, 4（1894年製）
  - 632 - 637 - 総武鉄道1形 5 - 10（1896年製）
  - 638 - 総武鉄道1形 11（1897年製）
  - 639 - 総武鉄道1形 15（1901年製）
  - 640 - 642 - 総武鉄道1形 22 - 24（1904年製）
  - 643 - 京都鉄道1形 2（1898年製）
  - 644, 645 - 京都鉄道1形 6, 7（1903年製）
  - 646 - 房総鉄道3形 5（1895年製）
  - 647 - 北海道鉄道B2形 5（1898年製）
  - 648 - 650 - 関西鉄道「池月」第3種 69 - 71（1897年製。旧大阪鉄道）
  - 651 - 653 - 参宮鉄道1形 1 - 3（1894年製）
  - 654 - 参宮鉄道1形 4（1896年製）
  - 655 - 参宮鉄道1形 6（1901年製）
  - 656 - 660 - 九州鉄道67形 67 - 70, 101（1897年製）
  - 661, 662 - 鉄道作業局A8形 850, 851（1887年製）
  - 663 - 666 - 鉄道作業局A8形 852 - 855（1888年製）
  - 667 - 672 - 鉄道作業局A8形 856 - 861（1890年製）
  - 673 - 尾西鉄道形式丙 3（1898年製）1908年編入
  - 674 - 677 - 成田鉄道 1 - 4（1896年製）1920年国有化

- 700形
  - 700, 715 - 九州鉄道67形 75, 76（1890年製。旧筑豊鉄道）
  - 701 - 704 - 山陽鉄道1形 3, 4, 6, 7（1887年または1890年製）
  - 705 - 707 - 関西鉄道「池月」第3種 59 - 61（1894年製。旧大阪鉄道）
  - 708 - 710 - 関西鉄道「池月」第3種 62 - 64（1895年製。旧大阪鉄道）
  - 711 - 714 - 関西鉄道「池月」第3種 65 - 68（1896年製。旧大阪鉄道）
  - 716, 717 - 鉄道作業局A8形 862,  863（1890年製。旧山陽鉄道）

### 経歴（500形・600形・700形同型機）

#### 筑豊鉄道・九州鉄道
九州鉄道においては、1892年に筑豊興業鉄道（筑豊鉄道）が山陽鉄道から譲り受け、1897年の合併により引き継いだ2両と、自社発注の5両の計7両が在籍した。九州鉄道では67形となり、筑豊鉄道からの引継機も同形式に編入された。
- 1890年 - 筑豊鉄道3 - 4号機（バルカン・ファウンドリー社製・製造番号1298, 1299, 1301のうちの2両） → 75, 76号機
- 1897年 - 67 - 70, 101号機'（ナスミス・ウィルソン社製・製造番号508 - 512）

#### 中国鉄道
中国鉄道が1897年ナスミス・ウィルソン社製の1両（製造番号521）の1号機を導入しているが、本機は近江鉄道が3両発注したうちの1両である。1944年の戦時買収により国有鉄道籍となり、490形490号機に改められた後、1949年に廃車となった。

#### 南海鉄道
南海鉄道へは、1887年バルカン・ファウンドリー社製の1両を山陽鉄道から譲受して1900年度に入線している。山陽鉄道の1, 2号機のうちのいずれかで、南海鉄道では7形13号機となった。1917年11月に秩父鉄道へ譲渡されて1925年まで使用された。

#### 近江鉄道
近江鉄道では、開業に際して1897年にナスミス・ウィルソン社製に3両を発注したが、1両は中国鉄道にまわされ、近江鉄道へは2両（製造番号519, 520）が入線し、1, 2となった。
1は1898年6月7日に入線したが、2は開業に間に合わず、開業から4日後の6月15日に入線した。
1928年の全線電化まで主力機関車として活躍し、電化後も彦根駅構内の入替や貨物列車牽引用として使用された。また、阪和電気鉄道建設のために1929年1月から1年間貸し出された。
1940年2月6日に廃車となったが、2は報国製鉄に譲渡され702号となって第二次世界大戦後まで使用された。その後1958年にスクラップ寸前の姿が神奈川県横浜市の鉄屑商で目撃されている。

#### 尾西鉄道
尾西鉄道は、1898年に3両をナスミス・ウィルソン社に発注（製造番号528 - 530）しているが、同社に入ったのはそのうちの1両のみで、他は総武鉄道15と京都鉄道2となった。尾西鉄道では形式丙 (3) となったが、1908年に2850形 (2852) と交換で鉄道院に編入された。

#### 川越鉄道

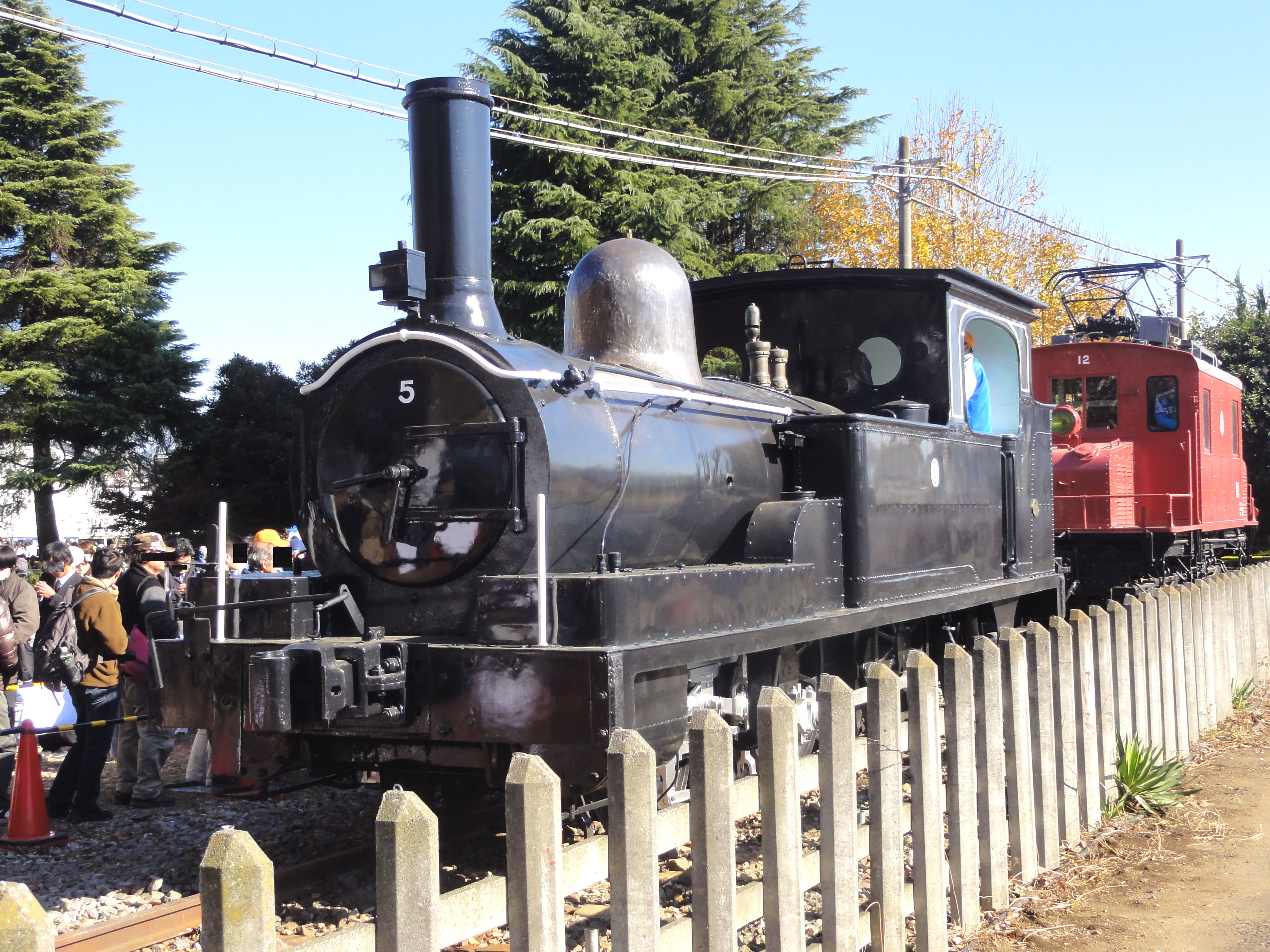
西武鉄道 5（旧3号）

川越鉄道へは、先述した甲武鉄道発注の1902年製の1両（4・製造番号639）を含めて2両が入線している。いずれもナスミス・ウィルソン社製で、もう1両は、1896年製の3（製造番号493）。両車ともK2形と称した。いずれも後に合併により西武鉄道に引き継がれ、5・6に改番され多摩川線で使用された後、最晩年は上武鉄道に貸し出された。5号（旧3号）は1965年に西武鉄道へ戻り保谷車両管理所構内にて保存。

#### 成田鉄道

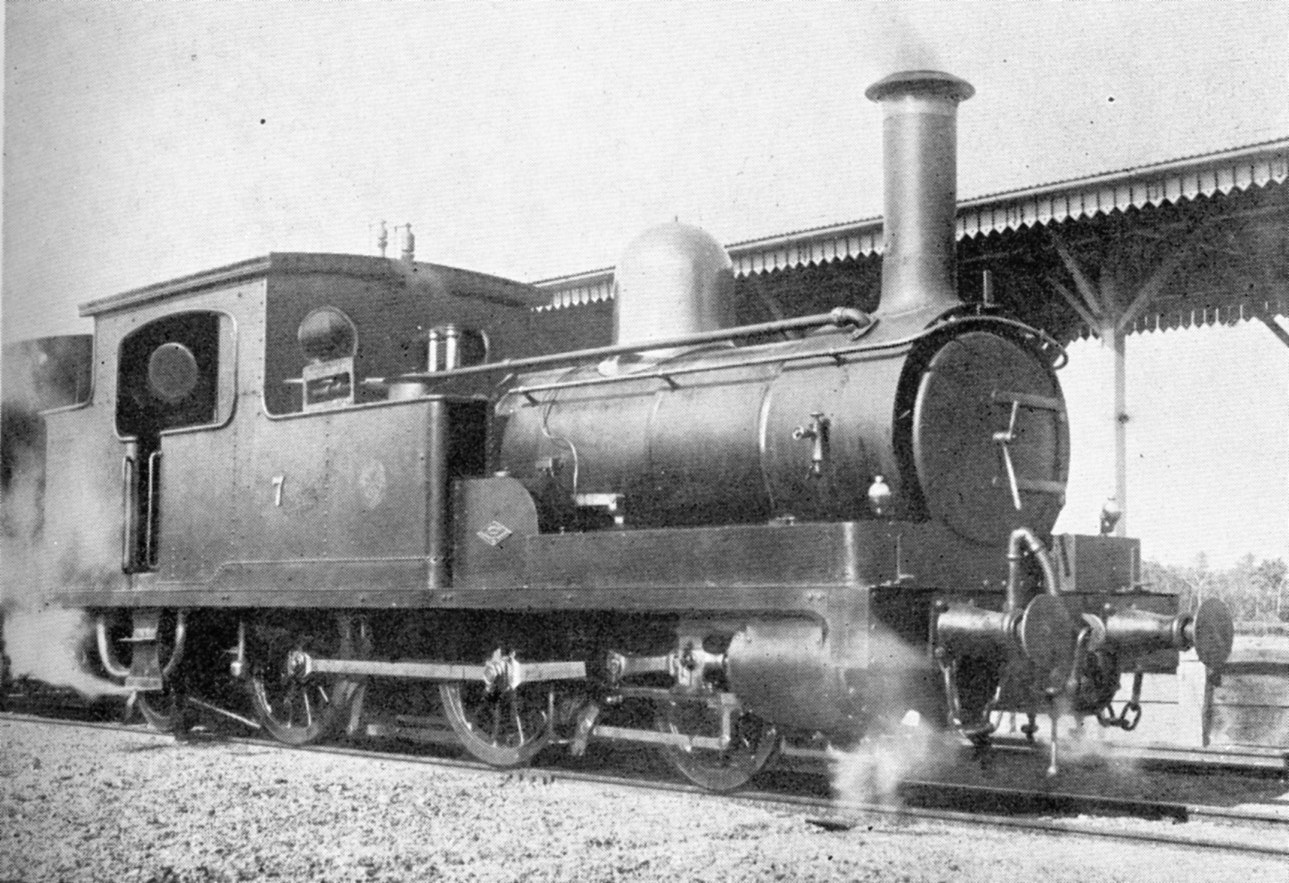
成田鉄道 7（後の鉄道院 560）

成田鉄道（初代）はナスミス・ウィルソン社製4両とダブス社製3両の計7両を導入している。これらは、1920年に成田鉄道の買収により国有鉄道の所属となった。
- 1896年（4両） - 1 - 4（ナスミス・ウィルソン社製・製造番号484 - 487）
- 1901年（3両） - 5 - 7（ダブス社製・製造番号4009 - 4011）

#### 東武鉄道
東武鉄道に入った最初の本系列は、1903年に山陽鉄道から譲り受けたバルカン・ファウンドリー社製のC1形7II号機（製造番号1218）である。次いで、自社発注のナスミス・ウィルソン社製が1907年に5両（製造番号789 - 793）、1908年に4両（製造番号847 - 850）の計9両が導入されてC3形9 - 13,  16 - 19号機となった。
1915年には両形式を交換し、バルカン・ファウンドリー社製がC3II形に、ナスミス・ウィルソン社製がC1II形となり、旧C1形の7II号機を19II号機に、旧C3形の18 - 19号機を14II - 15II号機とした。
1917年に19II号機が東京本所の個人に売却され、3両（12, 14II, 17号機）順次が地方私鉄や専用鉄道に譲渡されている。残った9, 11, 15II号機は1949年、10, 13, 16号機は1950年に廃車され、いずれも解体された。譲渡車の状況は、次のとおりである。
- 12 - 1932年、大社宮島鉄道（後の一畑電気鉄道立久恵線）101 - 1953年3月廃車
- 14II - 1939年、佐藤工業所田川炭礦 - 1960年頃解体
- 17 - 1939年、日本製鐵

#### 岩越鉄道
岩越鉄道では、房総鉄道から、1895年ナスミス・ウィルソン社製の2両（製造番号467,  468・房総鉄道1,  2）を、1897年に譲り受けている（番号はそのまま）。本形式は、勾配の多い岩越鉄道には向かなかったようで、1899年に日本鉄道からCタンク機を譲り受けたのと交換に日本鉄道へ移った。

#### 陸軍鉄道大隊
日清戦争において露呈した輸送の弱体を克服するため、1896年に陸軍工兵科に鉄道大隊が設立された。鉄道大隊には普通鉄道の演習用として、ダブス社製で1894年に鉄道局が発注した4両（製造番号3186 - 3189）が導入されている。このうち2両（製造番号3186 - 3187）は1895年に京都鉄道2 - 3号機となり、さらに、このうち2号機が房総鉄2号機となっている。また、残る2両（製造番号3188 - 3189）はのちに118 - 119号機とされた。
同隊の演習場は、当時の東京府中野村に置かれたが、構外にも甲武鉄道中野駅付近から荻窪駅付近までの線路の北側に並行して演習線が敷設されており、中野駅構内で甲武鉄道の線路に接続されていた。両車はここで教材として使用されたが、1896年3月には官設鉄道に貸し付けられ、東海道線で使用されていたという記録が残っている。
1907年10月に、同大隊は鉄道連隊に昇格し、第1大隊と材料敞が千葉市、第2大隊は同じ千葉県の津田沼に移ることとなった。翌年末に移転は完了し、それぞれ1両ずつが分配された。1908年にも、両車が総武線で使用されたという記録があるが、いつ頃廃車となったのかは不明である。

#### 台湾総督府鉄道
台湾総督府鉄道へは、ナスミス・ウィルソン社製が1901年に5両と1902年に6両の計11両、1907年にノース・ブリティッシュ・ロコモティブクイーンズパーク工場（旧ダブス。製造番号 18378 -18382）製5両が納入されている。これらは、クロスヘッドの滑り棒が1本であり、内地の同形機の2本と異なっていた。この他、1902年にロバート・スティーブンソン(Robert Stephenson & Co.)製の2両が輸入されている。
台湾では、18形（ナスミス・ウィルソン製は18 - 27。ロバート・スティーブンソン製は28, 29、ノース・ブリティッシュ製は33 - 37）と称された。1937年にはB33形と改称されたが、番号は変更されていない。その後、36, 37が台北鉄道に譲渡されて同社の6, 7となっている。
太平洋戦争後は、台湾鉄路管理局に継承され、汽車製造製の同系機とともにBK10形（BK11 - BK23）となった。台北鉄道分も鉄路管理局に引き継がれ、BK28, BK29となっている。

### 運用（500形・600形・700形）
導入した鉄道事業者が全国にわたるため、九州から北海道までの全国各地で使用された。1911年3月末現在の鉄道管理局ごとの本系列の配置状況は、次のとおりである。
北海道 - 1両、東部 - 34両、中部 - 45両、西部 - 61両、九州 - 9両（計150両）
鉄道院では、鉄道管理局ごとの形式の整理を図ることとし、大規模な転配を行っている。1924年3月現在の鉄道局ごとの配置状況は次のとおりである。
東京 - 52両、名古屋 - 22両、神戸 - 52両、門司 - 8両、仙台 - 23両（計157両）
廃車は1925年から始まり、1933年6月末現在では500形23両、600形15両、700形3両の計41両と、1926年3月に建設局に移管された500形6両を残すのみとなっていた。営業用列車の牽引に使用されるのは13両のみで、播但線、舞鶴線、三江北線、境線、弥彦線、塩釜線で運用されていた。他の車両は、11両が工場などでの入換用、17両が休車である。
1945年3月末には、小倉鉄道、播丹鉄道、中国鉄道の買収車を含めて490形1両、500形9両、600形1両、700形3両の計14両を残すのみで、これらも1951年までに廃車された。

### 譲渡（500形・600形・700形）

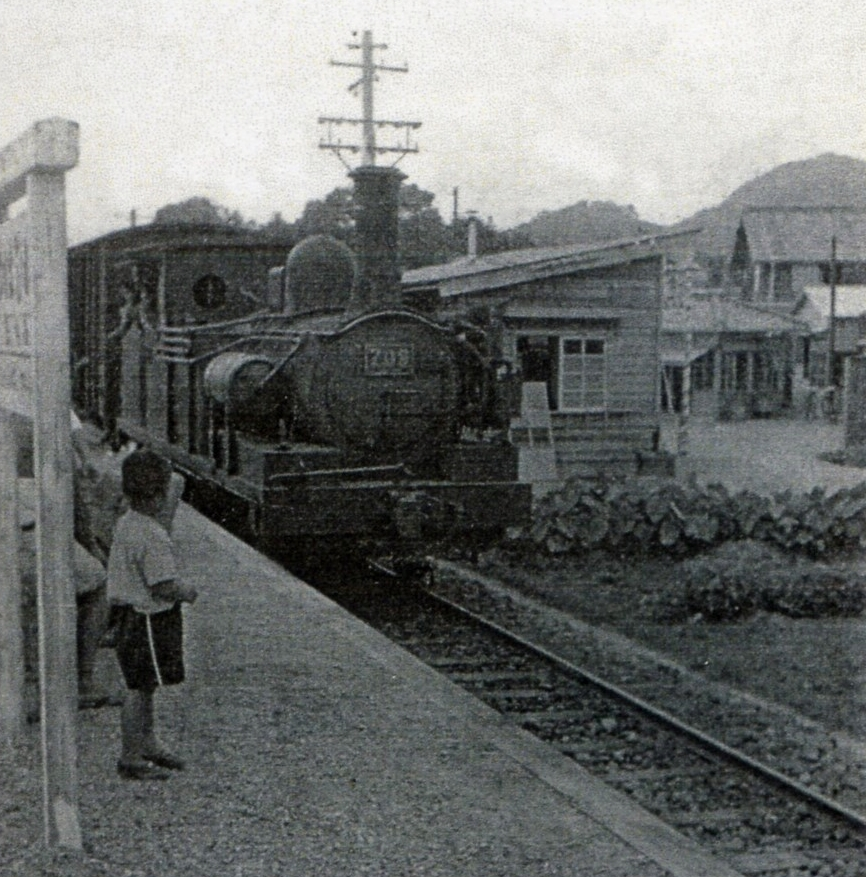
三河鉄道 709

本系列は、大きさや性能が適当であったため、民間に払い下げられたものも多い。行方のわかっているものだけでも、500形14両、600形34両、700形9両に及ぶ。
- 503（1941年）：八幡製鉄所 351（2-4-0に改造）
- 508（1933年）：播丹鉄道 13 → 小名浜臨港鉄道 B375（1946年入線、1963年廃車）
- 510（1928年）：三好鉱業→ 日本炭礦遠賀鉱業所 510[28]
- 511（1926年）：南樺鉄道 511
- 512（1926年）：南樺鉄道 512
- 513（1928年）：湘南電鉄 513（建設用）
- 514（1928年）：湘南電鉄 514（建設用）
- 515（1928年）：東京市場運送 515 → 三井鉱山三池港務所 → 三井鉱山美唄鉱業所
- 526（1940年）：八幡製鉄所 354（2-4-0に改造）
- 535（1934年）：播丹鉄道 15 → 鉄道省 535（1943年）
- 541（1934年）：播丹鉄道 16 → 鉄道省 541（1943年）→川崎車両兵庫工場[29]
- 539（1936年）：江若鉄道 539（1956年廃車）
- 555（1933年）：播丹鉄道 14 → 鉄道省 555（1943年）
- 559（1940年）：八幡製鉄所 352（2-4-0に改造）
- 560（1935年）：播丹鉄道 17 → 鉄道省 560（1943年）

- 600（1929年）：水戸電鉄 600（残されている写真から小田原急行鉄道へ建設用に貸出。その後水戸電鉄へ譲渡と考えられる。機号は記載されていないが「小田急二十五年史」に関連する記載あり） → 磐城セメント（住友セメント四ツ倉工場・1938年） 600
- 603（1929年）：江若鉄道 11（1936年廃車）
- 604（1936年）：昭和人絹（呉羽化学） 604勿来駅構内のポイント切り替えミスによりD51形が専用線へ侵入してしまい604と衝突大破した。補償としてB6の2553が譲渡される[30]。
- 607（1930年）：朝鮮
- 608（1929年）：京都市中央市場 608 → 篠山鉄道 608（1937年入線） → 高知鉄道 608（1945年入線、1950年廃車）
- 612（1925年）：江若鉄道 5（1938年廃車）
- 617（1940年）：尼崎製鉄 3（2-4-0に改造）
- 618（1937年）：呉羽化学 618 → 浦賀船渠 618 → 近畿日本鉄道 B10011
- 620（1928年）：中国鉄道 13 → 鉄道省 620（1944年） → 水島鉄道 4（1949年入線）
- 621（1928年）：耶馬渓鉄道 5 （残されている写真から小田原急行鉄道へ建設用に貸出。その後耶馬溪鉄道へ譲渡と考えられる。機号は記載されていないが「小田急二十五年史」に関連する記載あり）
- 622（1928年）：耶馬渓鉄道 6 → 三井化成黒崎工場 6
- 623（1929年）：湊鉄道 3（2代。1957年廃車）
- 625（1936年）：日清紡績 625
- 626（1929年）：湊鉄道 6
- 629（1936年）：日東紡績 629
- 630（1926年）：江若鉄道 9 → 三井芦別鉄道（1939年入線、1953年廃車）
- 631（1927年）：湊鉄道 4
- 633（1929年）：北九州鉄道 633 → 鉄道省 633（1937年）
- 635（1925年）：江若鉄道 10（1953年廃車）
- 637（1933年）：日本沃度 → 日本水素 → 小名浜臨港鉄道 B376（1956年廃車）
- 646（1936年）：昭和人絹 604
- 647（1937年）：昭和人絹 646 → 小名浜臨港鉄道 B376（1956年入線・廃車）
- 648（1929年）：阪和電気鉄道 648（建設用） → 日本曹達二本木工場 648
- 656（1930年）：島原鉄道 656（1号機関車との交換）
- 658（1931年）：三菱鉱業鯰田坑 658
- 662（1925年）：江若鉄道 6（1964年廃車）
- 663（1926年）：江若鉄道 4（1935年廃車）
- 664（1926年）：江若鉄道 8（1935年廃車）
- 665（1926年）：江若鉄道 7（1935年廃車） → 阪和電気鉄道（建設用）
- 666（1929年）：阪和電気鉄道 666（建設用）
- 671（1928年）：耶馬渓鉄道 7
- 673（1927年）：秋田鉄道 4. 3（元番号のままとする文献もあり） → 鉄道省 673
- 674（1929年）：江若鉄道 12（1936年廃車）
- 676（1929年）：湊鉄道 5（1955年廃車）
- 677（1929年）：阪和電気鉄道 677（建設用）

- 701（1926年）：北総鉄道 701
- 702（1927年）：北総鉄道 702
- 703（1927年）：小田原急行鉄道 703（建設用機械として。未入籍。帝都電鉄建設工事にも従事。帝都電鉄工事の際は省荻窪駅常駐）
- 704（1927年）：小田原急行鉄道へ貸し出し（機号は記載されていないが「小田急二十五年史」に関連する記載あり）→鶴見臨港鉄道 701 → 北支製鉄（1939年）
- 706（1930年）：播丹鉄道 2
- 708（1936年）：小倉鉄道 708 → 鉄道省 708（1943年）
- 709（1936年）：三河鉄道 709 →名古屋鉄道 709
- 711（1936年）：小倉鉄道 709 → 鉄道省 711 → 防石鉄道 711
- 717（1933年）：川崎埠頭（東洋埠頭） 717

## 450形

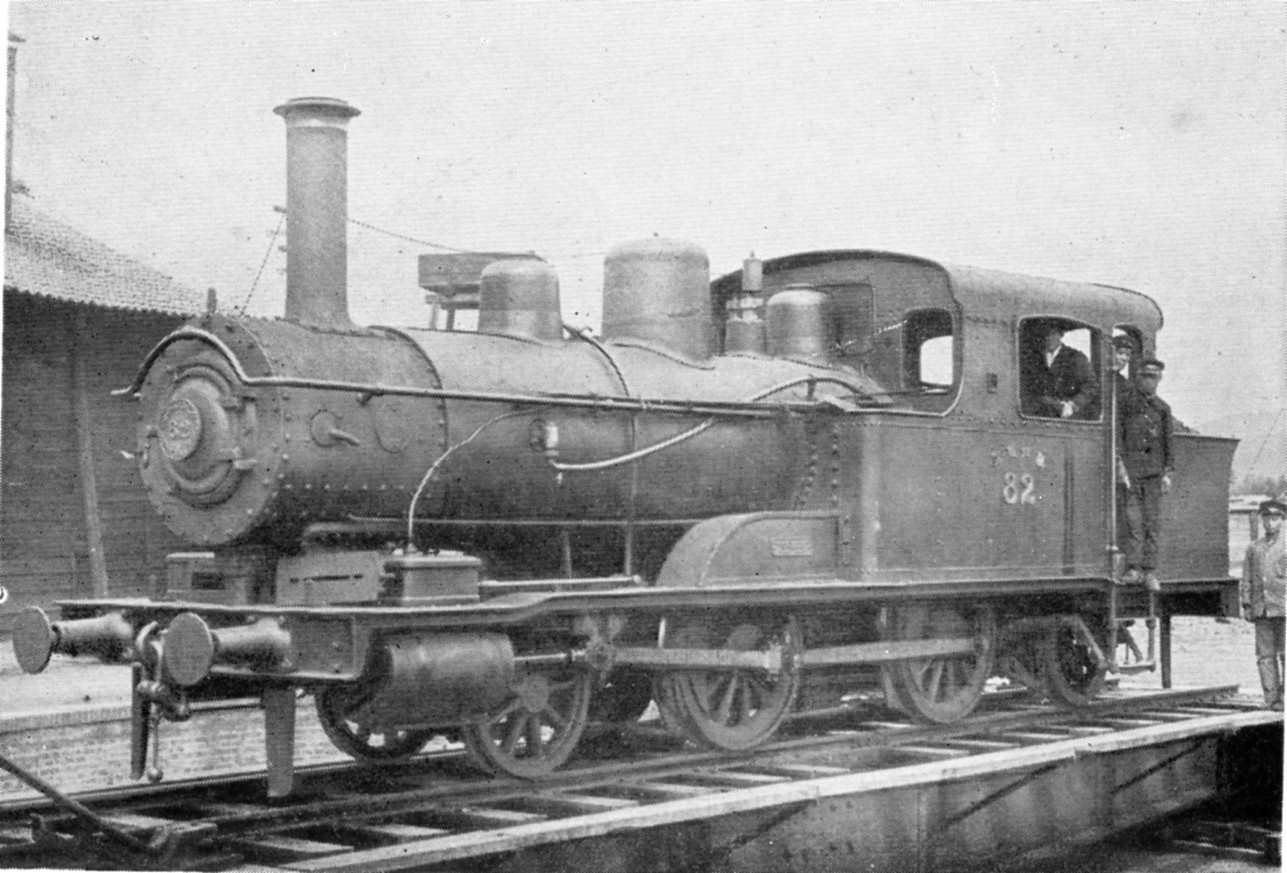
関西鉄道 82（後の鉄道省 450）

450形は、1897年米国ブルックス・ロコモティブ・ワークス製のA8系（製造番号2784 - 2787）である。運転室の深い屋根や蒸気ドームの形状など、デザイン上は同社製の特徴を備え、ボイラー上の砂箱や弁装置にスチーブンソン式アメリカ形を採用するなど、多分にアメリカナイズされ、一見別の形式のように見えるが、各部の寸法の特徴はは紛れもなくA8系であった。和歌山線の前身である紀和鉄道が、1898年の開業用に用意したもので、紀和鉄道ではA1形 (1 - 4) と称したが、同社が1904年8月に関西鉄道に買収されたのに伴い、形式81「友鶴」（ともづる）形 (82 - 85) となった。
1907年の関西鉄道国有化後に実施された改番では、450形 (450 - 453) となり城東線（現在の大阪環状線の一部）で使用されたが、1917年に450-452が筑波鉄道の開業用に、453が樺太庁鉄道に譲渡された。筑波鉄道に移った3両は同社の1 - 3となったが、使用成績はあまり良くなかったようである。1924年から翌年ごろにかけて新製機関車購入の際に下取りに出され、汽車製造の所有となった。3両は、工場内の入換用として使用されたが、結局ここでも持て余されて売りに出されたものの、買い手が付いたのは3のみで、残りの2両は解体された。この3は、1928年に胆振鉄道（後の胆振線の一部）の建設用に転じて同社の1となり、胆振縦貫鉄道へ合併によって同社へ籍を移したが、喜茂別の日鉄鉱業専用線に譲渡され、戦時買収の対象とはなっていない。同線では、1955年頃まで使用され、解体された。
一方、樺太庁鉄道に転じた453は、汽車製造（推定）で水タンクや炭庫、運転室などの大改造を受け、大幅に形態が変わった。その後、樺太鉄道に譲渡されて同鉄道の建設用に使用され、1936年から休車となっていた。1943年の南樺太の内地編入に伴い再び国有鉄道籍となったが、終戦直前の1945年に廃車された。
主要諸元
- 全長 : 10516mm
- 全高 : 3607mm
- 軌間 : 1067mm
- 車軸配置 : 2-4-2 (1B1)
- 動輪直径 : 1321mm (4ft4in)
- 弁装置 : スチーブンソン式アメリカ型
- シリンダー（直径×行程）：356mm×508mm
- ボイラー圧力 : 9.8kg/cm2
- 火格子面積 : 1.11m2
- 全伝熱面積 : 67.2m2
  - 煙管蒸発伝熱面積 : 61.3m2
  - 火室蒸発伝熱面積 : 5.9m2
- ボイラー水容量 : 2.5m3
- 小煙管（直径×長サ×数） : 44.5mm×2,927mm×150本
- 機関車運転整備重量 : 36.41t
- 機関車空車重量 : 27.10t
- 機関車動輪上重量（運転整備時） : 21.79t
- 機関車動輪軸重（第2動輪上） : 11.07t
- 水タンク容量 : 4.53m3
- 燃料積載量 : 2.24t
- 機関車性能
  - シリンダ引張力（0.85P）: 4060kg
- ブレーキ装置 : 手ブレーキ、蒸気ブレーキ

## 480形
480形は、1904年ドイツ・クラウス社製のA8系である。房総鉄道がA8系タンク機の増備用に2両（製造番号5177, 5178）を購入したもので、形式6（8, 9）と称した。基本的にはイギリス様式の原設計を踏襲するものの、随所にドイツ流のアレンジが見られる。特に、側水槽の下辺がランボード（歩み板）上辺と離れており、側面がキャブより広がっているのは特徴的である。
房総鉄道国有化後の改番では、480形（480, 481）となり、盛岡に転用されたが、1914年に、800形2両とともに芸備鉄道（現在の芸備線）の2400形3両と交換で同社に移り、B形（2, 3）となった。1937年に芸備鉄道の第2次国有化により再び国有鉄道籍となり、旧番に復した。その後、481は1939年に宇部鉄道（現在の宇部線）へ、480は1942年に船木鉄道に払下げられ104となり、1949年に廃車された。宇部鉄道の481は、1943年に同社が戦時買収されたのに伴い三度、国有鉄道籍となったが、直後に廃車された。
主要諸元
- 全長 : 9827mm
- 全高 : 3607mm
- 軌間 : 1067mm
- 車軸配置 : 2-4-2(1B1)
- 動輪直径 : 1321mm (4ft4in)
- 弁装置 : ジョイ式基本型
- シリンダー（直径×行程） : 356mm×508mm
- ボイラー圧力 : 9.8kg/cm2
- 火格子面積 : 1.11m2[注釈 11]
- 全伝熱面積 : 72.5m2[注釈 12]
  - 煙管蒸発伝熱面積 : 66.0m2[注釈 13]
  - 火室蒸発伝熱面積 : 6.5m2[注釈 14]
- ボイラー水容量 : 2.3m3
- 小煙管（直径×長サ×数） : 44.5mm×2,991mm×158本
- 機関車運転整備重量 : 37.49t[注釈 15]
- 機関車空車重量 : 28.64t[注釈 16]
- 機関車動輪上重量（運転整備時） : 21.75t[注釈 17]
- 機関車動輪軸重（第2動輪上） : 10.95t[注釈 18]
- 水タンク容量 : 5.43m3[注釈 19]
- 燃料積載量 : 1.14t[注釈 20]
- 機関車性能
  - シリンダ引張力（0.85P）: 4060kg
- ブレーキ装置 : 手ブレーキ、蒸気ブレーキ

## 850形
850形は、1896年に山陽鉄道兵庫工場で製造されたA8系の同系車で、国産第3号機関車である。イギリス製の700形を模倣して製造されたものであるが、一部にアメリカの流儀を取り入れている。側水槽前端部を斜めに切り落としているのが、形態上の特徴で、700形より全長がやや短い。
山陽鉄道では、形式9（40）と称され、国有化後の改番により、850形 (850) となった。配置は糸崎、湊町、鷹取で、1919年に廃車され、小坂鉄道に払い下げられて同社の21となった後、1938年に室蘭（北海道）の日本製鋼所に移り同社の13となったが、1953年に廃車となった。
主要諸元
- 全長 : 9496mm
- 全高 : 3658mm
- 軌間 : 1067mm
- 車軸配置 : 2-4-2 (1B1)
- 動輪直径 : 1321mm (4ft4in)
- 弁装置 : ジョイ式ウェッブ型
- シリンダー（直径×行程） : 356mm×508mm
- ボイラー圧力 : 8.4kg/cm2
- 火格子面積 : 1.06m2
- 全伝熱面積 : 67.3m2
  - 煙管蒸発伝熱面積 : 60.8m2
  - 火室蒸発伝熱面積 : 6.5m2
- ボイラー水容量 : 2.4m3
- 小煙管（直径×長サ×数） : 44.5mm×2,959mm×147本
- 機関車運転整備重量 : 41.52t
- 機関車空車重量 : 30.55t
- 機関車動輪上重量（運転整備時） : 26.80t
- 機関車動輪軸重（第1動輪上） : 13.52t
- 水タンク容量 : 6.2m3
- 燃料積載量 : 1.81t
- 機関車性能
  - シリンダ引張力（0.85P）: 3480kg
- ブレーキ装置 : 真空ブレーキ

## 800形
800形は、1903年に汽車製造で製造された、A8系の同形車（製造番号7, 8）である。イギリス製を模倣して2両が製作されたもので、参宮鉄道が発注したものである。参宮鉄道では、ナスミス・ウィルソン社製の同形車と同じ形式1に編入され、7, 8と付番された。
汽車製造の製造番号1, 2で、台湾総督府鉄道部に納入されたものと同形で、輸入した半製品を組立てたものと推定されている。
参宮鉄道買収後に実施された改番では、800形（800, 801）に定められた。1914年に、2400形3両と交換で、480形2両とともに芸備鉄道に移り、C形（4, 5）となったが、1937年に芸備鉄道が国有化されたのに伴い、再び国有鉄道籍となった。その後は、1940年に800が高知鉄道に譲渡され、土佐交通、土佐電気鉄道を経て1950年に廃車となった。801は、磐城セメントに譲渡されて800と改番され、長く使用された。
主要諸元
- 全長 : 9798mm
- 全高 : 3632mm
- 軌間 : 1067mm
- 車軸配置 : 2-4-2(1B1)
- 動輪直径 : 1321mm (4ft4in)
- 弁装置 : ジョイ式基本型
- シリンダー（直径×行程） : 356mm×508mm
- ボイラー圧力 : 9.8kg/cm2
- 火格子面積 : 1.11m2
- 全伝熱面積 : 67.3m2
  - 煙管蒸発伝熱面積 : 60.8m2
  - 火室蒸発伝熱面積 : 6.5m2
- ボイラー水容量 : 2.3m3
- 小煙管（直径×長サ×数） : 44.5mm×2959mm×147本
- 機関車運転整備重量 : 37.29t
- 機関車空車重量 : 31.90t
- 機関車動輪上重量（運転整備時） : 19.96t
- 機関車動輪軸重（第1、第2動輪上） : 10.41t
- 水タンク容量 : 4.5m3
- 燃料積載量 : 1.14t
- 機関車性能
  - シリンダ引張力（0.85P）: 4,060kg
- ブレーキ装置 : 手ブレーキ、真空ブレーキ

## 870形

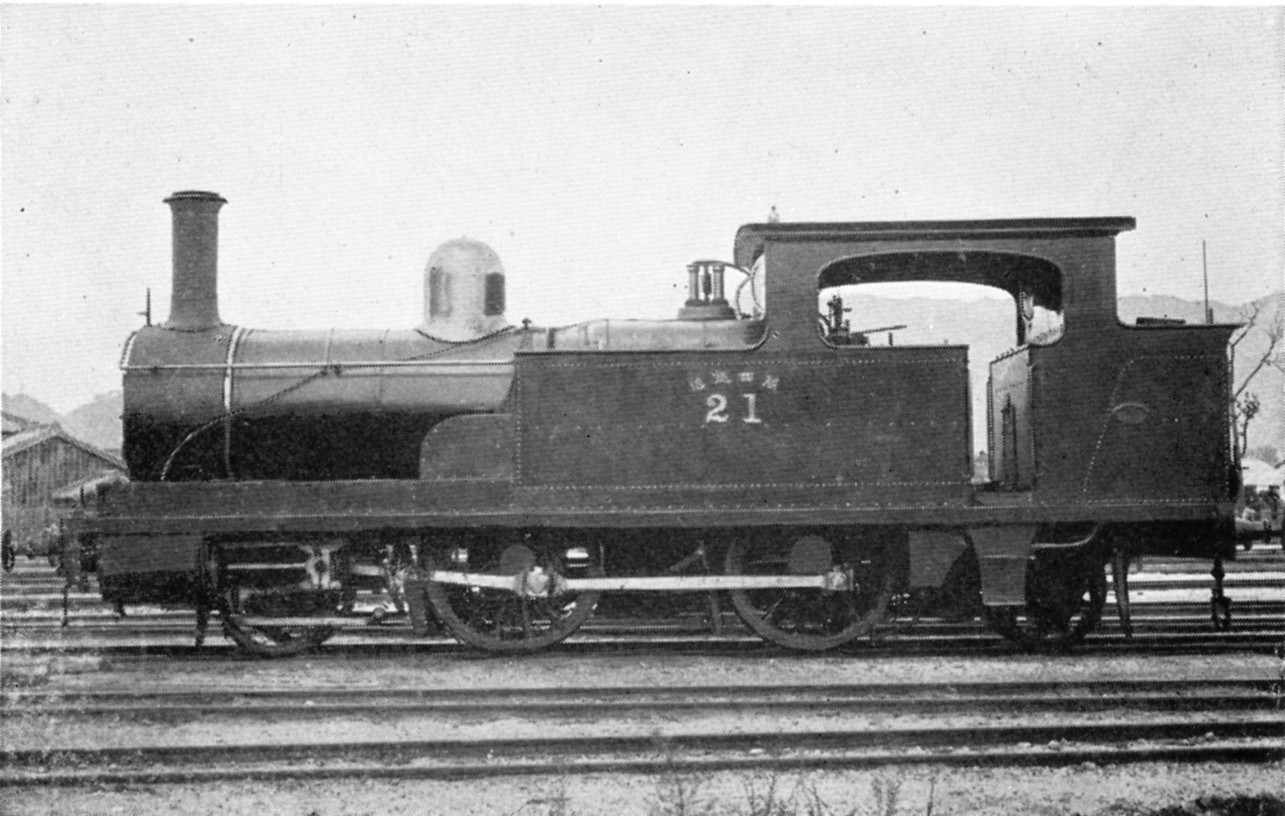
関西鉄道 21（後の鉄道院870）

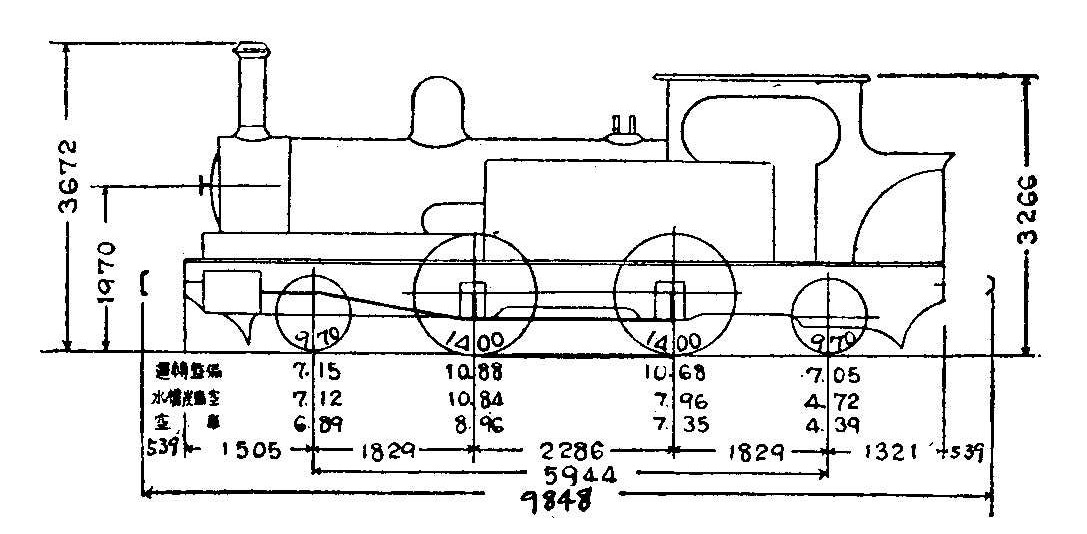
形式図

870形は、1897年から1902年にかけて、関西鉄道によりナスミス・ウィルソン社から輸入されたA8系の準同形車である。各部の寸法はA8系に準じるものの、動輪径はやや大きい1,372mm (4ft6in) とされ、全長も150mm長かった。最大の特徴は、ベルペヤ火室の採用で、弁装置は最初の2両はA8系基本のジョイ式であったが、その後の12両はスチーブンソン式基本形であった。
関西鉄道へは、1897年に2両（製造番号505, 506）、1898年に6両（製造番号542 - 547）、1901年に2両（製造番号619, 620）、1902年に4両（製造番号635 - 638）の計14両が導入され、治承・寿永の乱（源平合戦）の時代の名馬の名にちなんだ磨墨（するすみ）形（21, 22, 46 - 51, 74 - 77）と名付けられた。関西鉄道国有化後の改番では、870形（870 - 883）とされ、大阪鉄道局管内の奈良や五條に配置されて、管内での入換や小運転に使用された。その後は、参宮線や山陰線に転用され、仙台に移るものもあったが、1937年までは全車が健在で、1945年時点でも2両（879, 881）が郡山、土崎の両工機部で入換え用に使用されていた。全廃となったのは1949年である。
民間に払下げられたものは7両で、内訳は次のとおりである。
- 870（1942年） : 樺太人造石油→帝国燃料興業 内淵鉄道
- 871（1941年） : 筑前参宮鉄道（西日本鉄道宇美線。後の勝田線） 7 → 鉄道省（1944年買収、1947年廃車）
- 872（1943年） : 相模鉄道（現在の相鉄本線）12（1951年廃車）
- 874（1941年） : 相模鉄道（現在の相模線）11 → 再買収（1944年。仮番号138） → 常総鉄道（1946年4月入線）138（1952年廃車）
- 877（1943年） : 鹿島参宮鉄道（→常総筑波鉄道鉾田線。現在の鹿島鉄道。1941年から借入れ）6
- 878 : 日本軽金属（清水）
- 881（1950年） : 東北パルプ秋田工場

主要諸元
- 全長：9900mm
- 全高：3658mm
- 軌間 : 1067mm
- 車軸配置 : 2-4-2 (1B1)
- 動輪直径 : 1372mm (4ft6in)
- 弁装置 : ジョイ式基本型（870, 871）、スチーブンソン式基本型（872 - 883）
- シリンダー（直径×行程） : 356mm×508mm
- ボイラー圧力 : 10.6kg/cm2
- 火格子面積 : 1.21m2
- 全伝熱面積 : 71.7m2
  - 煙管蒸発伝熱面積 : 68.0m2
  - 火室蒸発伝熱面積 : 3.7m2
- ボイラー水容量 : 2.6m3
- 小煙管（直径×長サ×数） : 45mm×3050mm×166本
- 機関車運転整備重量 : 35.76t
- 機関車空車重量 : 27.59t
- 機関車動輪上重量（運転整備時） : 21.56t
- 機関車動輪軸重（第1動輪上） : 10.88t
- 水タンク容量 : 4.5m3
- 燃料積載量 : 0.85t
- 機関車性能
  - シリンダ引張力（0.85P）: 4,230kg
- ブレーキ装置 : 手ブレーキ、真空ブレーキ

## 280形
1923年に日本車輌製造により2両（製造番号105, 106）が製造されたA8系で、北九州鉄道（現・筑肥線）形式2（2, 3）である。1937年10月に同社が買収されたことにより、国有鉄道に編入され、280形（280, 281）に改められた。
ボイラーの使用圧力を高め、その分シリンダの径を縮小したもので、弁装置はワルシャート式で、弁室はピストンバルブである。ランボードは、弁装置を避ける形で端梁直後から乙字形を描いて高められ、側水槽の前部3分の1の位置で再び乙字形を描いて元の高さに戻っている。側水槽は、北九州鉄道時代に前方へ762mm延長されている。
日本車輌製造では、他にも地方私鉄からの受注を期待したらしいが、こちらは全く期待はずれに終わっている。
280は、1942年に播丹鉄道へ譲渡され3（2代）となったが、1943年の戦時買収にともない、再び国有鉄道に編入され、1948年に廃車解体された。
281は1942年に五戸鉄道（後の南部鉄道）に譲渡されたが、1947年に土佐交通（後の土佐電気鉄道安芸線）に再譲渡され、電化とともに1951年廃車となった。この間番号は、一貫して281のままであった。
主要諸元
- 全長 : 9680mm
- 全高 : 3554mm
- 最大幅 : 2286mm
- 軌間 : 1067mm
- 車軸配置 : 2-4-2 (1B1)
- 動輪直径 : 1321mm (4ft4in)
- 弁装置 : ワルシャート式
- シリンダー（直径×行程） : 343mm×508mm
- ボイラー圧力 : 12.7kg/cm2
- 火格子面積 : 1.11m2
- 全伝熱面積 : 67.3m2
  - 煙管蒸発伝熱面積 : 60.8m2
  - 火室蒸発伝熱面積 : 6.5m2
- 小煙管（直径×長サ×数） : 44.5mm×2952mm×147本
- 機関車運転整備重量 : 36.01t
- 機関車空車重量 : 28.85t
- 機関車動輪上重量（運転整備時） : 19.35t
- 機関車動輪軸重（第1動輪上） : 9.70t
- 水タンク容量 : 4.5m3
- 燃料積載量 : 1.27t
- 機関車性能
  - シリンダ引張力（0.85P）: 4880kg
- ブレーキ装置 : 手ブレーキ、真空ブレーキ

## 100形
100形は、参宮鉄道により、イギリスのナスミス・ウィルソン社から1896年に輸入された軸配置2-4-0 (1B) 形のタンク機関車（製造番号498）である。A8系から従輪を取り去ったような形態であるが、全体的寸法もやや小型である。
参宮鉄道では、形式2 (5) と称し、国有化後の改番では、2-4-0形蒸気機関車最小の100形 (100) となった。廃車は1915年で、宇都宮石材軌道に譲渡された後、1931年の合併により東武鉄道C4形 (57) となった。1939年に日立電興に移り1（初代）となり、1941年に日立製作所水戸工場（勝田）ヘ移ったが、1955年頃に多賀工場から転籍した機関車が2代目の1となったため用途を失って工場内に放置された後、いつしか姿を消した。
主要諸元
- 全長 : 8217mm
- 全高 : 3607mm（1909年版国鉄形式図記載の値であるが、実際には東武鉄道竣工図表の3,366mmが正しいとみられる）
- 軌間 : 1067mm
- 車軸配置 : 2-4-0 (1B)
- 動輪直径 : 1219mm (4ft)
- 弁装置 : ジョイ式基本型
- シリンダー（直径×行程） : 305mm×457mm
- ボイラー圧力 : 9.8kg/cm2
- 火格子面積 : 0.93m2
- 全伝熱面積 : 55.3m2
  - 煙管蒸発伝熱面積 : 50.9m2
  - 火室蒸発伝熱面積 : 4.4m2
- ボイラー水容量 : 2.0m3
- 小煙管（直径×長サ×数） : 44.5mm×2,870mm×127本
- 機関車運転整備重量 : 27.15t
- 機関車空車重量 : 21.09t
- 機関車動輪上重量（運転整備時） : 20.37t
- 機関車動輪軸重（第2動輪上） : 10.93t
- 水タンク容量 : 3.62m3
- 燃料積載量 : 0.91t
- 機関車性能
  - シリンダ引張力（0.85P）: 2910kg
- ブレーキ装置 : 手ブレーキ、蒸気ブレーキ

## 220形

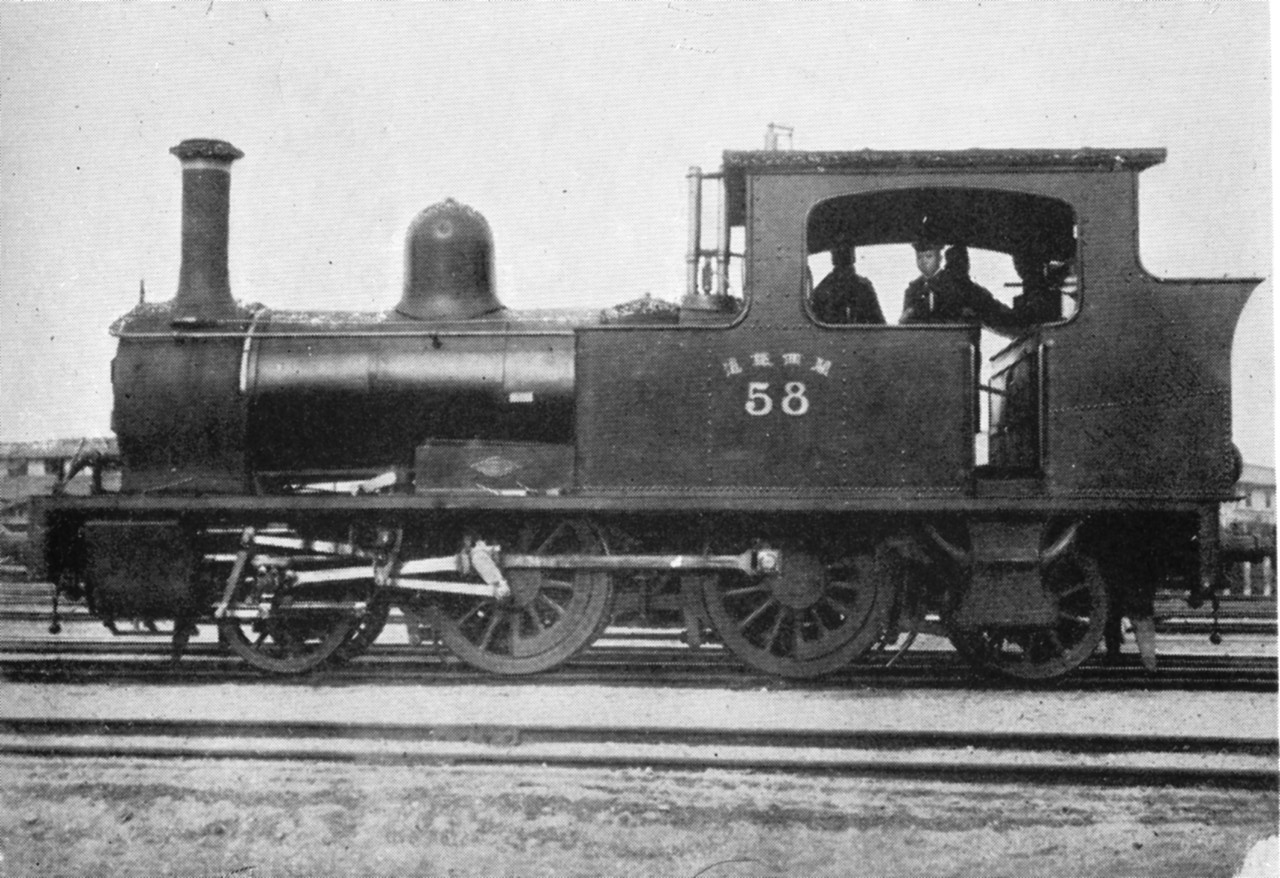
関西鉄道 58（後の鉄道省 221）

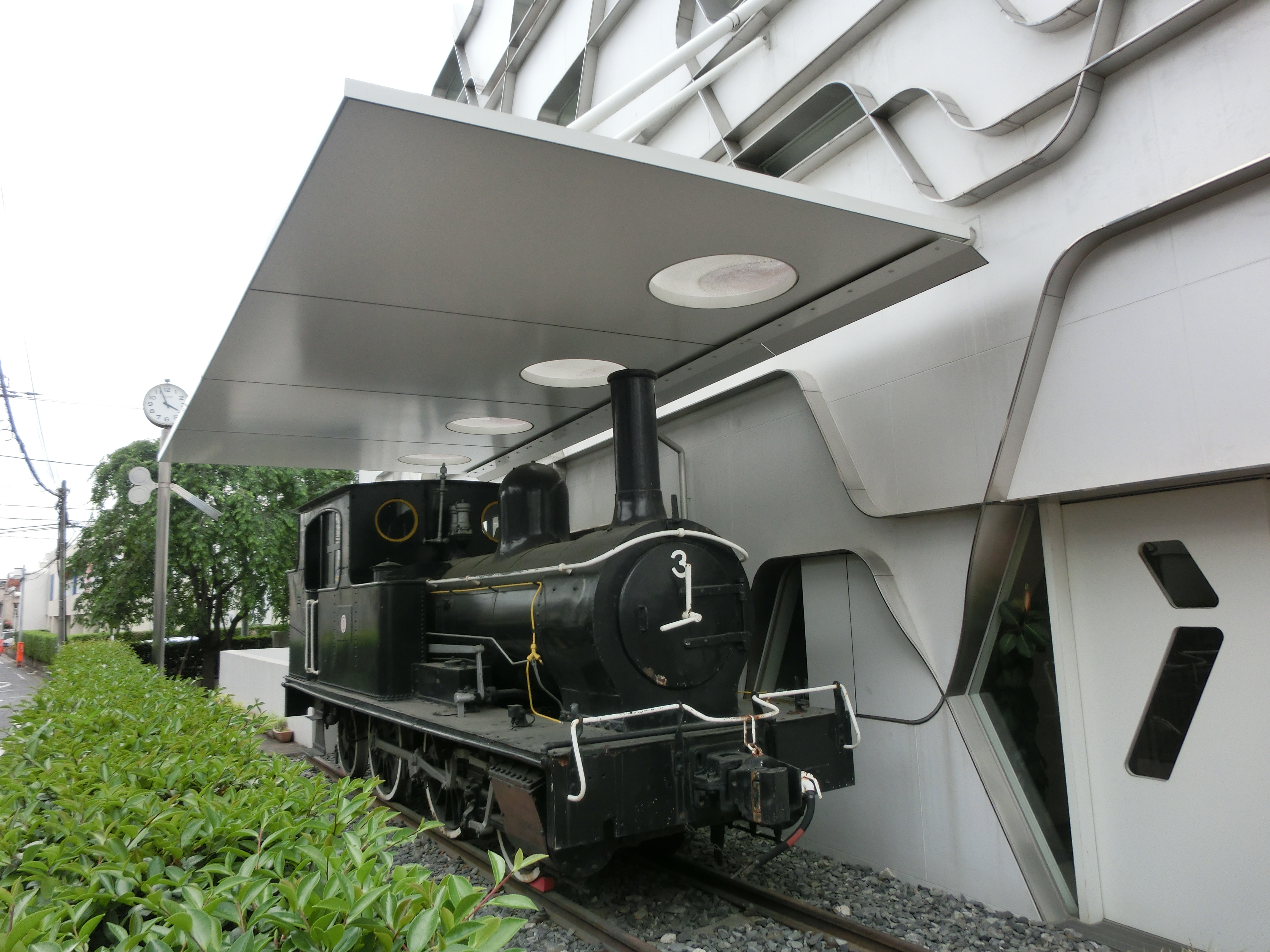
西武鉄道3号蒸気機関車（昭和鉄道高等学校）

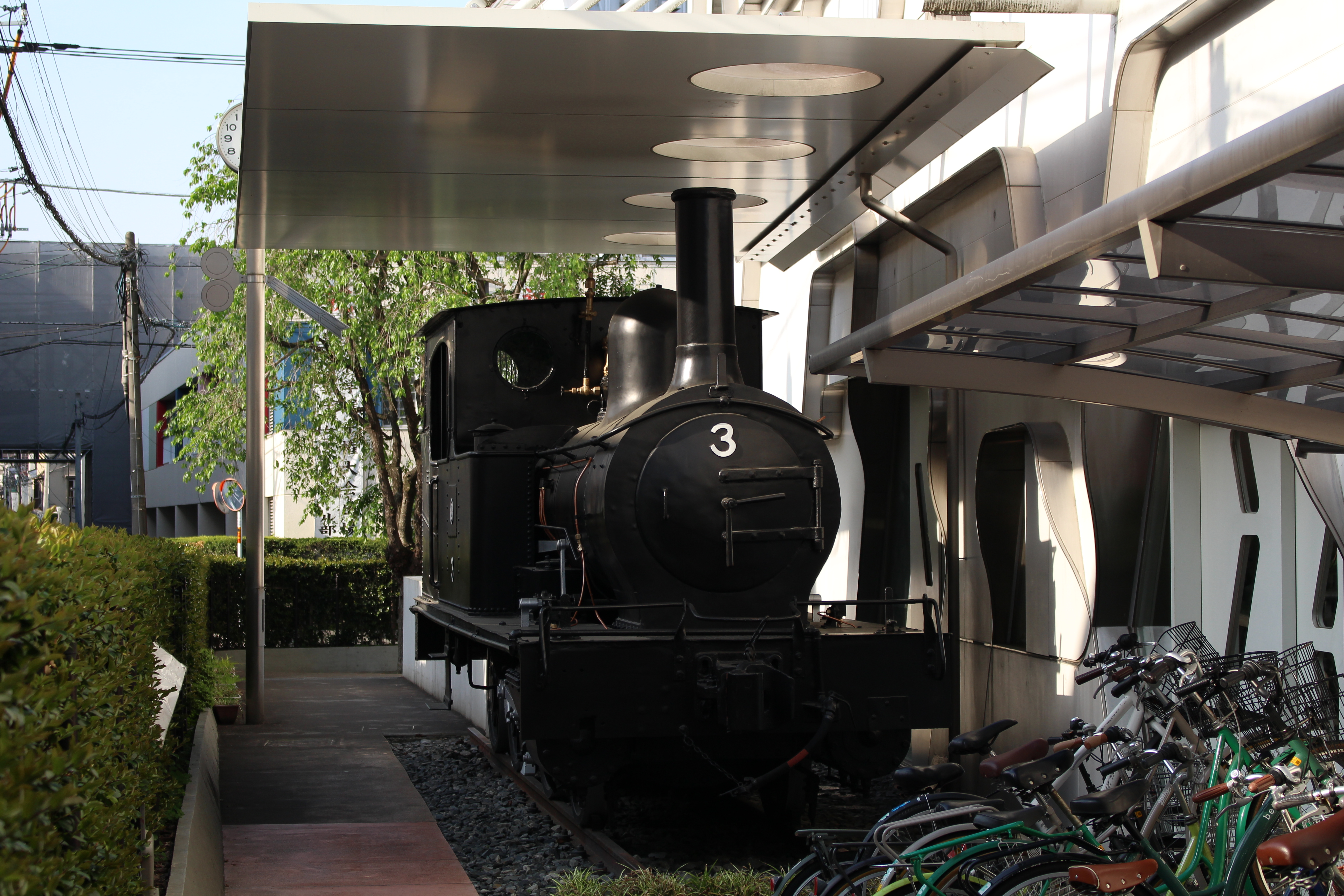
西武鉄道3号蒸気機関車（2022.04.25現状）

220形は、大阪鉄道により、ダブスから1891年に輸入された軸配置2-4-2 (1B1) 形のタンク機関車である。A8系と同じ軸配置であるが、サイズは一回り小さく、動輪直径も1219mmである。弁装置は、当時のイギリス製としては珍しい、進歩的なワルシャート式であった。
2両（製造番号2765, 2766）が製造され、大阪鉄道ではB形6 - 7号機となったが、大阪鉄道は1900年に関西鉄道に買収され、同社の駒月（こまづき形’57 - 58号機）となった。関西鉄道国有化後の改番では、220形220 - 221号機となり、湊町から神戸を経て、1916年に廃車となった。
220号機は、1917年6月に現在の西武多摩川線の前身である多摩鉄道に、開業用として譲渡され、同社のA1形A1号機となった。多摩鉄道は1927年に西武鉄道（初代）に合併され、1944年9月21日付けで西武鉄道3II号機となった。その後、1956年3月に日本ニッケル鉄道に貸与されて1956年10月に同鉄道の後身である上武鉄道に譲渡され、同鉄道の8号機となっている。1965年に廃車されて西武鉄道に返却され、昭和鉄道高等学校（東京都豊島区）の敷地内に保存されている。
一方、221号機は1917年に小野田鉄道（現在の小野田線の前身）に譲渡されて鉄道院時代の番号のまま使用された。1939年に762mm軌間に改造のうえ中国へ送られたが、その後の消息は不明である。
主要諸元
- 全長 : 8433mm
- 全高 : 3607mm
- 軌間 : 1067mm
- 車軸配置 : 2-4-2 (1B1)
- 動輪直径 : 1219mm (4ft)
- 弁装置 : ワルシャート式
- シリンダー（直径×行程） : 330mm×457mm
- ボイラー圧力 : 9.8kg/cm2
- 火格子面積 : 0.77m2
- 全伝熱面積 : 49.8m2
  - 煙管蒸発伝熱面積 : 44.7m2
  - 火室蒸発伝熱面積 : 5.1m2
- 小煙管（直径×長サ×数） : 44.5mm×2519mm×127本
- 機関車運転整備重量 : 31.23t
- 機関車空車重量 : 25.15t
- 機関車動輪上重量（運転整備時） : 17.68t
- 機関車動輪軸重（第1動輪上） : 9.13t
- 水タンク容量 : 3.17m3
- 燃料積載量 : 1.02t
- 機関車性能
  - シリンダ引張力（0.85P）: 3400kg
- ブレーキ装置 : 手ブレーキ、蒸気ブレーキ→真空ブレーキ（関西鉄道時代に改造）